# Islanda
L'Islanda (in islandese: Ísland, AFI: [ˈistlant] ), ufficialmente Repubblica d'Islanda (in islandese: Lýðveldið Ísland), è una nazione insulare dell'Europa settentrionale e fa parte della regione scandinava. È situata nell'oceano Atlantico settentrionale, al confine con il circolo polare artico. L'Islanda è bagnata a nord dal Mar di Groenlandia, a est e a sud dall'oceano Atlantico del Nord e a ovest dallo stretto di Danimarca. L'isola, che ha origine vulcanica, si trova a circa 290 km a sud-est della Groenlandia, 550 km a sud di Jan Mayen, 400 km a nord-ovest delle Isole Fær Øer e 800 km a ovest della Norvegia.
Nel 2025 la popolazione era di 397 576 abitanti; ciò la rende uno dei Paesi meno popolati d'Europa. La capitale è Reykjavík, città più popolosa con circa 140 000 abitanti. Collocata sulla dorsale medio atlantica, l'Islanda presenta una marcata attività vulcanica e geotermica, che ne caratterizza fortemente il paesaggio.
L'interno costituito principalmente da altopiano desertico, montagne e ghiacciai, da cui molti fiumi glaciali scorrono verso il mare, attraversando le pianure. Il clima dell'isola è piuttosto variegato: a nord è spiccatamente polare, così come al centro, mentre nel resto dell'isola il clima è oceanico freddo grazie alla corrente del Golfo, che ne consente una buona abitabilità.

## Etimologia
Il toponimo "Islanda" deriva dall'islandese Ísland, termine norreno che significa "terra del ghiaccio", "terra ghiacciata", concetto che è ben presente anche nell'odierna traduzione inglese Iceland.
L'isola ha avuto varie denominazioni nel corso della storia. Secondo la tradizione tramandata dal Landnámabók, manoscritto che narra l'insediamento nell'isola, a darle per primo un appellativo prossimo al moderno nome fu il navigatore vichingo Naddoður:
Nel periodo autunnale fecero vela per le isole Fær Øer e quando ritornarono era caduta molta neve ricoprendo le montagne, motivo per cui essi battezzarono quella terra Snaeland.»
(Landnámabók, parte del capitolo I.)
È conosciuto il nome di un altro esploratore che scoprì che quella terra era un'isola: Garðar Svavarsson, che diede a quel luogo il suo nome (Garðarshólmur).
Il nome definitivo venne concepito da Flóki Vilgerðarson, che nel definire quella terra Ísland molto probabilmente voleva fare allusione al paesaggio invernale islandese.

## Storia

### Prima della colonizzazione

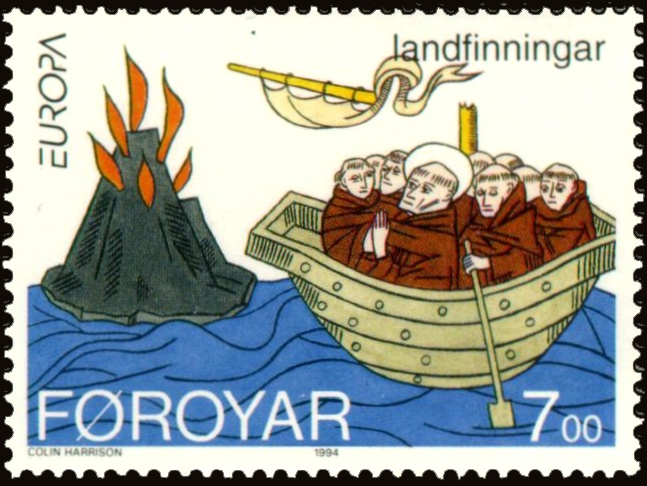
San Brandano e compagni scoprono l'Islanda (francobollo delle isole Fær Øer)

La distanza dal continente europeo e da terre densamente popolate, nonché la difficoltà nel solcare le impetuose correnti del Mar di Norvegia e il clima freddo, sono causa dell'esclusione dell'Islanda dai movimenti migratori dell'uomo per lungo tempo, almeno fino a quando le innovazioni tecnologiche non permisero di intraprendere viaggi di lunga durata.
Non si hanno certezze su quali siano stati i primi scopritori ed esploratori dell'isola, tanto che si ipotizza che alcune informazioni siano celate dietro le carte e le fonti che riportano la leggendaria isola di Thule, a partire dal suo presunto scopritore, il greco Pitea. Quello che invece è certo è che l'Islanda fu inizialmente abitata da monaci anacoreti irlandesi, i Papar, che, seguendo l'esempio di san Brandano di Clonfert, portavano a termine viaggi perigliosi per mettere alla prova la propria fede. Forse i monaci interpretarono il consistente movimento migratorio degli uccelli come probabile presenza di una terra di notevoli dimensioni al di là dell'oceano, intuizione potenzialmente agevolata dalla relativa vicinanza delle isole Fær Øer (450 km), visitate dagli eremiti irlandesi già nel VI secolo.
Sta di fatto che già all'inizio del IX secolo i monaci irlandesi sapevano raggiungere l'isola e qualcuno di essi vi aveva trascorso un considerevole periodo di permanenza. Tuttavia non vi sono testimonianze di grandi migrazioni umane o della fondazione di un insediamento permanente sull'isola risalenti all'epoca precedente l'arrivo degli esploratori vichinghi o ancora la sopravvivenza di ceppi genetici di parentela tra gli animali d'allevamento islandesi e quelli irlandesi.

#### Testimonianze romane

Animazione riguardo alla cronologia dei ritrovamenti di monete romane in Islanda

Nel corso del XX secolo il ritrovamento di sei monete romane, per la precisione tre antoniniani di rame nella contea di Suður-Múlasýsla (negli anni 1905, 1923, 1933), un altro antoniniano (nel 1966 a Hvítárholt) e due dupondi, scoperti il primo nel 1991 nell'arcipelago delle isole Vestmann e il secondo nel 1993 durante uno scavo condotto sulla collina di Arnarhóll, destò un certo scalpore.
Da allora molti studiosi, islandesi e no, si sono interrogati sull'origine di queste monete, elaborando teorie tra le quali le due più accreditate sostengono che le monete fossero il frutto degli scambi commerciali dei Vichinghi oppure che furono trasportate da una nave romana andata alla deriva.

### Colonizzazione norvegese
Gli eremiti britannici se ne andarono quando, tra il IX e il X secolo, dopo le esplorazioni di Naddoddr e Gardar Svavarsson, iniziò la colonizzazione norvegese che li infastidì a causa della religione dei nuovi arrivati.
Venne istituito uno dei più antichi parlamenti d'Europa, l'Alþingi, a cui partecipavano i capi religiosi (góðar) e i membri della piccola borghesia dell'isola e dal quale dipendeva anche il sistema giudiziario.
A seguito della decisione del re di Norvegia di convertirsi al cristianesimo, nel 999 l'Islanda divenne un territorio cristiano, sempre però sottomesso ai góðar, che adesso erano potenti uomini di Chiesa. In quell'epoca iniziò per l'isola un periodo di crescita economica e di pace.

### Epoca degli Sturlunghi e dominio norvegese
L'Islanda fu saccheggiata da eserciti stranieri. Queste invasioni provocarono spaccature nel governo dell'isola e le lotte di potere aumentarono il disordine. Questa situazione diede l'occasione a re Hákon di Norvegia di intervenire offrendo la propria protezione. Il popolo islandese dovette fare buon viso a cattivo gioco. Il governo locale venne sciolto e gli islandesi giurarono fedeltà al re norvegese.
Con il Vecchio Patto venne creata nel 1262 una specie di confederazione e formulato un nuovo codice di leggi (1281), detto Jónsbók, che sanciva l'annessione dell'Islanda alla Norvegia. Nel secolo successivo, tre eruzioni del vulcano Hekla (1300, 1341 e 1389), portarono morte e distruzione nell'Islanda meridionale. Anche le malattie flagellarono il Paese e, quando la peste che stava colpendo tutta l'Europa arrivò anche in Norvegia, cessarono i commerci e i rifornimenti dalla terraferma.

### Dominio danese
Nel 1397 l'Unione di Kalmar (Norvegia, Svezia, Danimarca), portò l'Islanda, quale provincia norvegese, sotto il dominio danese. Tutti i beni della Chiesa furono requisiti dallo Stato danese con la riforma del 1550. La fine del XVI secolo vide una forte carestia, provocata da quattro freddissimi inverni consecutivi, che portarono alla morte di oltre 9 000 persone. Lo sviluppo dell'isola fu bloccato da monopoli commerciali.
Nel 1552 la popolazione islandese dovette seguire (su ordine del regno danese) la Riforma protestante. Ancora nel ventunesimo secolo la maggioranza degli islandesi è di confessione evangelica. Il XVII e il XVIII secolo portarono numerosi disastri naturali. Nel 1636 il vulcano Hekla eruttò per sette mesi consecutivi, eruzione che si ripeté nel 1693. Vi furono ancora eruzioni nel 1660 e nel 1755 da parte del Katla. Nel 1727 esplose l'Öræfi e nel 1783 il Lakagígar eruttò per dieci mesi consecutivi. A causa di ciò, si diffuse una nube velenosa che distrusse pascoli e colture, provocando una carestia che negli anni successivi ridusse la popolazione del 20%.
La pace di Kiel nel 1814 confermò ulteriormente la sovranità danese sull'Islanda. Il 1º dicembre 1918 venne fondato il Regno d'Islanda, che consentiva all'isola l'autonomia dalla Danimarca, ma sempre in unione con la corona danese.

### Unione di Kalmar
Il re Haakon VI di Norvegia sposò la principessa islandese Margherita I, figlia di Valdemaro IV di Danimarca. Alla morte di Valdemaro IV (1375), il figlio di Margherita e Haakon, Olaf, divenne re danese. Ereditò tutte le terre alla morte del padre. Nel 1380 l'Islanda divenne danese, e nel 1383, quando Olaf raggiunse l'età per poter governare, gli islandesi gli giurarono fedeltà. Nel 1387 morì e gli succedette Margherita I di Danimarca.
L'Unione di Kalmar tra i Paesi scandinavi nacque grazie a Margherita I di Danimarca nel 1397. La regina Margherita governò questi Paesi con fermezza fino alla sua morte nel 1412..
La peste nera toccò la Norvegia, come molti altri Paesi europei, nel 1349-50. Non si sa il numero esatto di vittime, ma si stima che siano state tra un terzo e la metà della popolazione. Ci furono molte conseguenze. Molte fattorie vennero abbandonate e vennero donate alla Chiesa. Persino la cultura islandese ne fu rallentata. Ci si mise molto tempo per riprendersi da tale epidemia, e per di più un'altra ne seguì nel 1494-1495. Nel quindicesimo secolo le riserve di pesce divennero molto preziose in ragione della forte richiesta europea. I mercanti norvegesi, che controllarono il commercio islandese per un po', videro i Tedeschi anseatici diventare più importanti durante tali cambiamenti. Viene chiamato Secolo degli inglesi, a causa di una grande massa di pescatori inglesi che si trasferirono in acque islandesi.
Nel 1536, decadde l'Unione di Kalmar, e l'Islanda entrò nel Regno di Danimarca-Norvegia.

### Il protestantesimo (1530-1701)
Il commercio con Amburgo raggiunse il suo massimo nel 1530 e grazie a questo si diffuse il luteranesimo. In Danimarca, Cristiano III confiscò i beni ecclesiastici e licenziò il clero. L'avvento norvegese di Trondheim, Engelbrekt Engelbrektsson, resistette fino al 1537 prima che il luteranesimo fosse imposto in Norvegia.
In Islanda persistette il cattolicesimo e l'avvento del vescovo di Hólar í Hjaltadal, Jón Arason, permise alla Chiesa cattolica di tornare in possesso dei beni confiscati e di cacciare il clero protestante. Nel 1540, Arason si procurò una macchina da stampa, la prima nel Paese. Appartenente a una potente famiglia isolana, figura come re non coronato in Islanda. Venne fatto prigioniero e decapitato il 7 novembre 1550. L'anno successivo Cristiano III inviò in Islanda un contingente di 300 uomini che organizzò un processo postumo e legalizzò l'esecuzione.
Nel 1573 in Islanda arrivò il governo Riksråd («Consiglio reale») danese. Divenne così vassallo della corona.
Nel 1627 una spedizione piratesca ottomana raggiunse l'Islanda sotto il comando di Murat Reis, governatore di Oualidia: tra il 20 giugno e il 19 luglio ridusse in schiavitù dai 400 agli 800 islandesi. In Islanda tale avvenimento è ricordato come Tyrkjaránið.

### Postriforma (1701-1830)

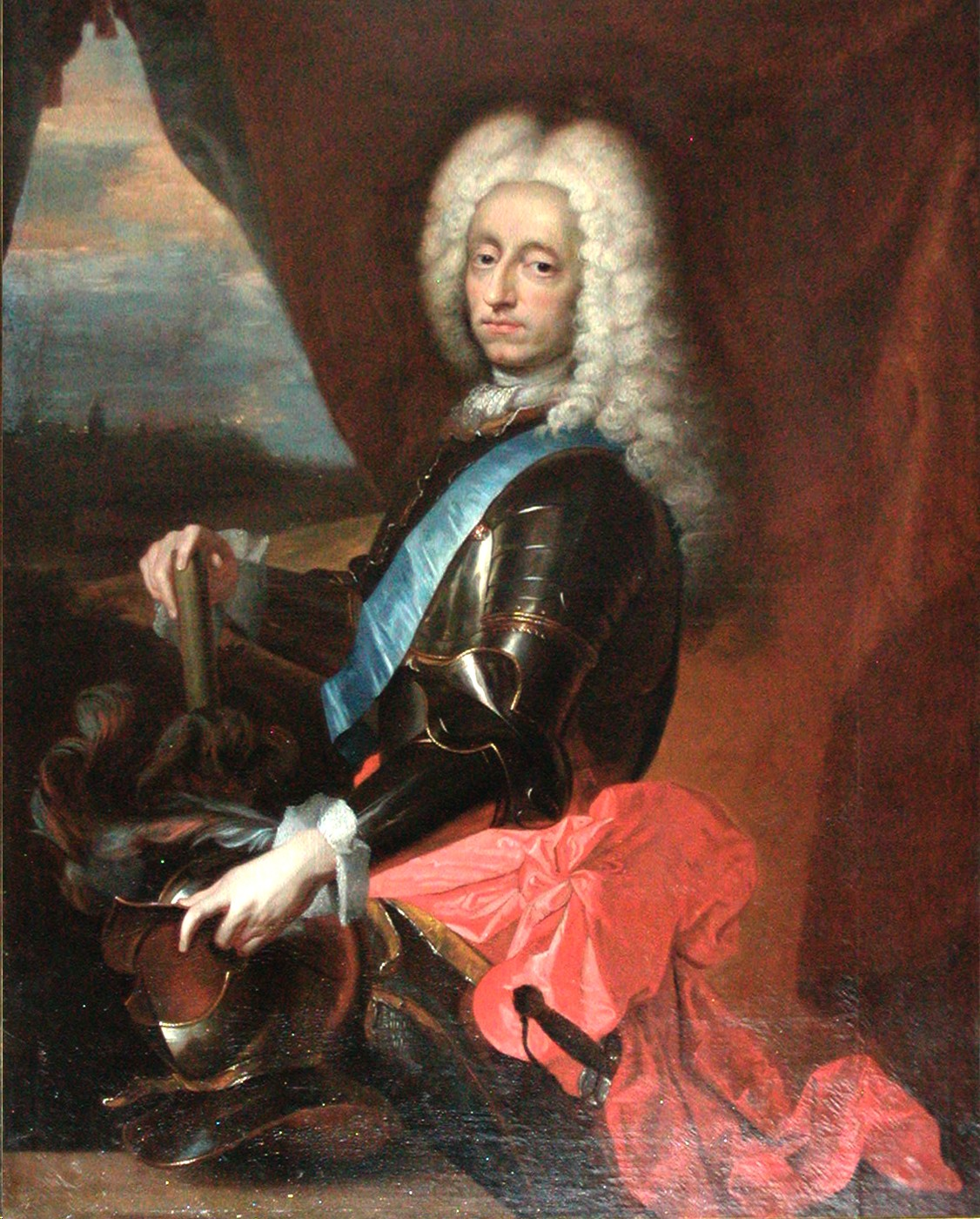
Federico IV di Danimarca

Il 1700 fu un secolo difficile per gli islandesi, soprattutto per una povertà quasi epidemica e l'irrigidimento del clima.
Molta gente morì di fame, provocando una drastica diminuzione della popolazione. Nel 1700 salì al trono Federico IV di Danimarca, che nominò una commissione formata da Árni Magnússon e Páll Vídalín, inviati alla ricerca di soluzioni. Nell'arco di dieci anni si rivelarono piuttosto efficaci, ma nel 1707 una terribile epidemia di vaiolo uccise migliaia di persone, un terzo del totale.

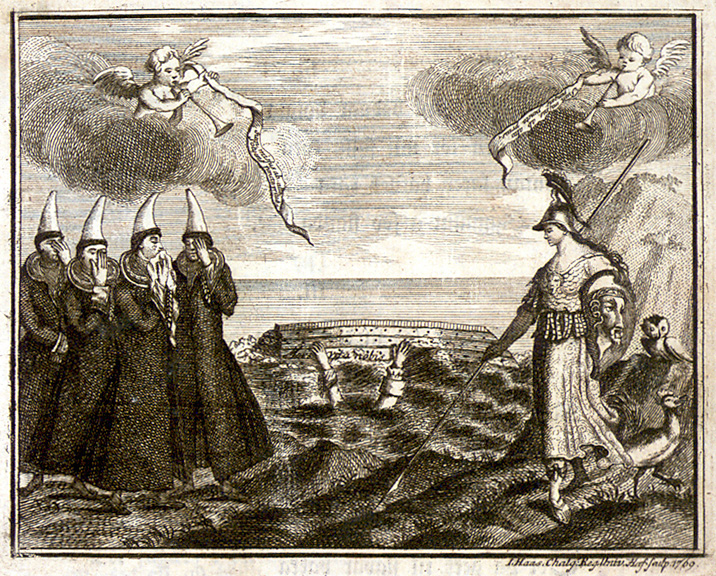
La morte di Eggert Ólafsson

Nel XVIII secolo si sviluppò il pietismo. Nel 1741 due teologi, l'islandese Jón Þorkelsson e il danese Ludvig Harboe, vennero mandati in Islanda per «aiutare il popolo»: si occuparono dell'educazione giovanile e contrastarono l'apprendimento delle saghe. A metà del XVIII secolo cominciò a tornare l'interesse danese per l'Islanda. Due studenti, Eggert Ólafsson e Bjarni Pálsson, dell'Università di Copenaghen, furono inviati nel 1752 per stendere una relazione sul Paese. Eggert Ólafsson li riassunse nel Libro dei viaggi, tradotto in numerose lingue e ancora nel ventunesimo secolo fonte sull'Islanda del XVIII secolo.

### La ripresa
I governi danesi presero sede a Bessastaðir, vicino a Reykjavík. Siccome avevano poco tempo, delegarono le loro funzioni a un balivo, sempre un danese fino al 1749, anno in cui venne rimpiazzato da un islandese, Skúli Magnússon, che decise di lavorare per migliorare le condizioni di vita degli islandesi. Le idee di Skúli Magnússon furono approvate nella sessione parlamentare del 1751 e fu costituita una compagnia commerciale con un certo numero di volontari. Il re, interessato all'iniziativa, cedette molte delle sue fattorie a Reykjavík ove tutti investirono somme considerevoli. Nel 1752 a Reykjavík iniziò la costruzione di vari laboratori per favorire artigianato, filatura, tessitura e tintura delle pelli, così come la produzione di sale e zolfo. Grazie a queste attività sulle vecchie terre di Ingólfur Arnarson, arrivarono per la prima volta nuovi coloni. I vecchi edifici presenti ancora a Reykjavík testimoniano quest'epoca. Il villaggio a poco a poco si ampliò e Reykjavík, futura capitale, arrivò allo status di municipio nel 1786 quando contava 167 abitanti.
La compagnia, malgrado l'assistenza danese e reale, necessitava costantemente di fondi. I mercanti danesi, che vedevano la compagnia di Magnússon come una minaccia ai loro interessi, ripresero il controllo dei commerci islandesi e instaurarono un monopolio. L'iniziativa di Skúli Magnússon fallì e i laboratori scomparvero a poco a poco.

### Tempi difficili (1783-1800)

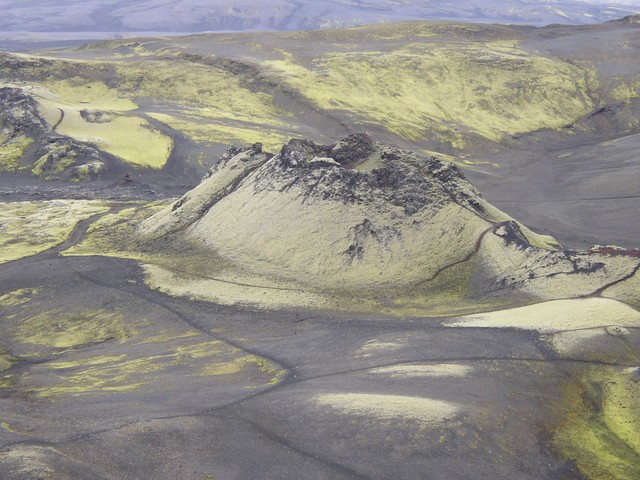
Il Laki

Negli anni 1750-1800 numerose catastrofi naturali afflissero l'Islanda. Tra il 1752 e il 1759 l'agricoltura andò in crisi e vennero abbandonate molte fattorie. Poi, nel 1755, eruttò il Katla e nel 1766 l'Hekla. La peggiore fu l'eruzione del Laki del 1783, durata un anno. La lava occupò oltre 500 km2. I gas avvelenarono la fauna e la flora e ciò causò una grande carestia: tra il 1783 e il 1784 oltre 10 000 persone morirono di fame e la popolazione ritornò sotto le 40 000 persone. Nel 1784 la terra continuò a tremare. A Skálholt tutto, tranne la chiesa, venne raso al suolo. Il governo danese fece evacuare l'isola, anche se la decisione non fu ritenuta buona.
Molti si diedero da fare per migliorare l'Islanda. L'idea di Skúli Magnússon di sopprimere i monopoli danesi tornò in auge e divenne effettiva nel 1787, anche se il commercio restò prerogativa del re e/o dei suoi funzionari diretti.
Nel 1800 fu istituita una corte suprema al posto dell'Alþingi.

### Le guerre napoleoniche

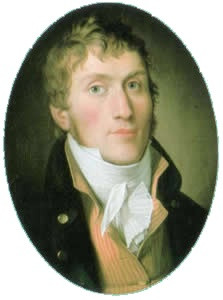
Jørgen Jørgensen

Nel XIX secolo le guerre rallentarono i commerci con la madrepatria. La Danimarca si schierò con Napoleone Bonaparte, riducendo così le forniture agli islandesi. Nel 1809 l'avventuriero danese Jørgen Jørgensen arrestò il governatore e proclamò la fine della supremazia danese. Dopodiché promise l'appoggio inglese e, in quanto "protettore", si proclamò Capo dell'Islanda.

### Battaglia d'indipendenza
A metà dell'Ottocento nuove idee giunsero in Islanda provenienti dall'Europa, come il nazionalismo romantico e dietro la spinta della borghesia e di intellettuali nacque un forte movimento indipendentista sotto la guida di Jón Sigurðsson. Nel 1847 l'Alþingi fu trasferito a Reykjavík, che divenne quindi la capitale, e fu costituito con venti rappresentanti del popolo islandese e sei del re.
Nel 1849 fu abolita la monarchia assoluta. Accettando la costituzione danese però l'Islanda ritornò al Vecchio Patto con la Norvegia del 1262, cioè l'Islanda non è legata alla Danimarca se non "personalmente". Nel 1851 si creò una convenzione per discutere l'avvenire politico dell'isola ma fu presto sciolta dal governatore. Nel 1865 un nuovo governatore, Hilmar Finsen, propose nuovamente di concedere una maggiore autonomia all'Islanda: questo progetto venne sostenuto dall'Alþingi ma respinto dal parlamento nel 1869. Nel 1871 venne imposta una legge costituzionale dai danesi che unì questi e gli islandesi definitivamente lasciando qualche diritto locale, mentre il governatore diventò Viceré. Gli islandesi, scontenti di questa costituzione, chiesero un nuovo testo prima del 1874 (1 000º anno dalla colonizzazione dell'Islanda).

### Autonomia
Il re concesse all'Islanda una costituzione più largamente autonomista negli affari locali permettendole anche di approvare leggi. Tuttavia gli atti approvati dall'Alþingi dovevano essere controfirmati dal Re. Dieci anni più tardi si aprì la banca islandese e si costituì la corona islandese, contribuendo all'industria emergente. Tuttavia la crisi persistette a causa di una forte emigrazione: in quarantaquattro anni (1870-1914), oltre 10 000 islandesi emigrarono in America settentrionale.
In questo periodo, esattamente nel 1913, venne adottata l'attuale bandiera.

### Regno d'Islanda (1918-1944)
Il 1º dicembre 1918, a seguito di un referendum, si sancì un'unione personale tra Danimarca e Islanda: il re di Danimarca rimase re d'Islanda, ma i due regni divennero formalmente distinti. La Danimarca mantenne tuttavia la sovranità per la difesa e gli affari esteri.
La prima guerra mondiale e la grande depressione afflissero duramente l'isola, fino al fallimento della Banca d'Islanda. Il governo cominciò a costruire ponti, scuole e centrali idroelettriche. Dopo la guerra si registrarono segnali positivi.
Nell'estate del 1938 si celebrò il millenario dell'Alþingi.

#### La seconda guerra mondiale (1940-1945)

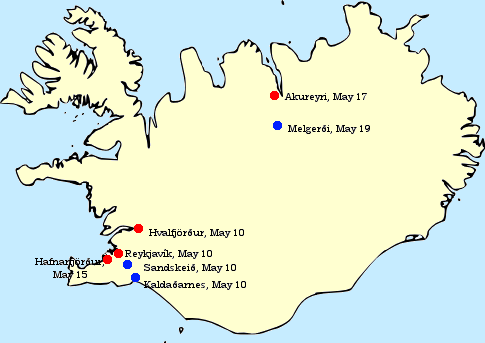
Gli obiettivi iniziali britannici erano di distruggere tutti gli aeroporti (in blu) e di catturare le baie chiave (in rosso). A causa di problemi di trasporti, ci volle più di una settimana per raggiungere il Nord del Paese.

Il 9 aprile 1940 la Danimarca venne invasa e cadde sotto il dominio della Germania, nemica dell'Inghilterra. La conquista della Danimarca infatti le avrebbe consentito una completa dominazione nordatlantica. Così i britannici occuparono l'Islanda, stabilendosi a Keflavík. L'Alþingi dovette così proclamare l'indipendenza dalla Danimarca. L'Islanda, nonostante la sua dichiarata neutralità, ebbe un ruolo strategico decisivo per gli Alleati.

#### La dichiarazione d'indipendenza (1944)

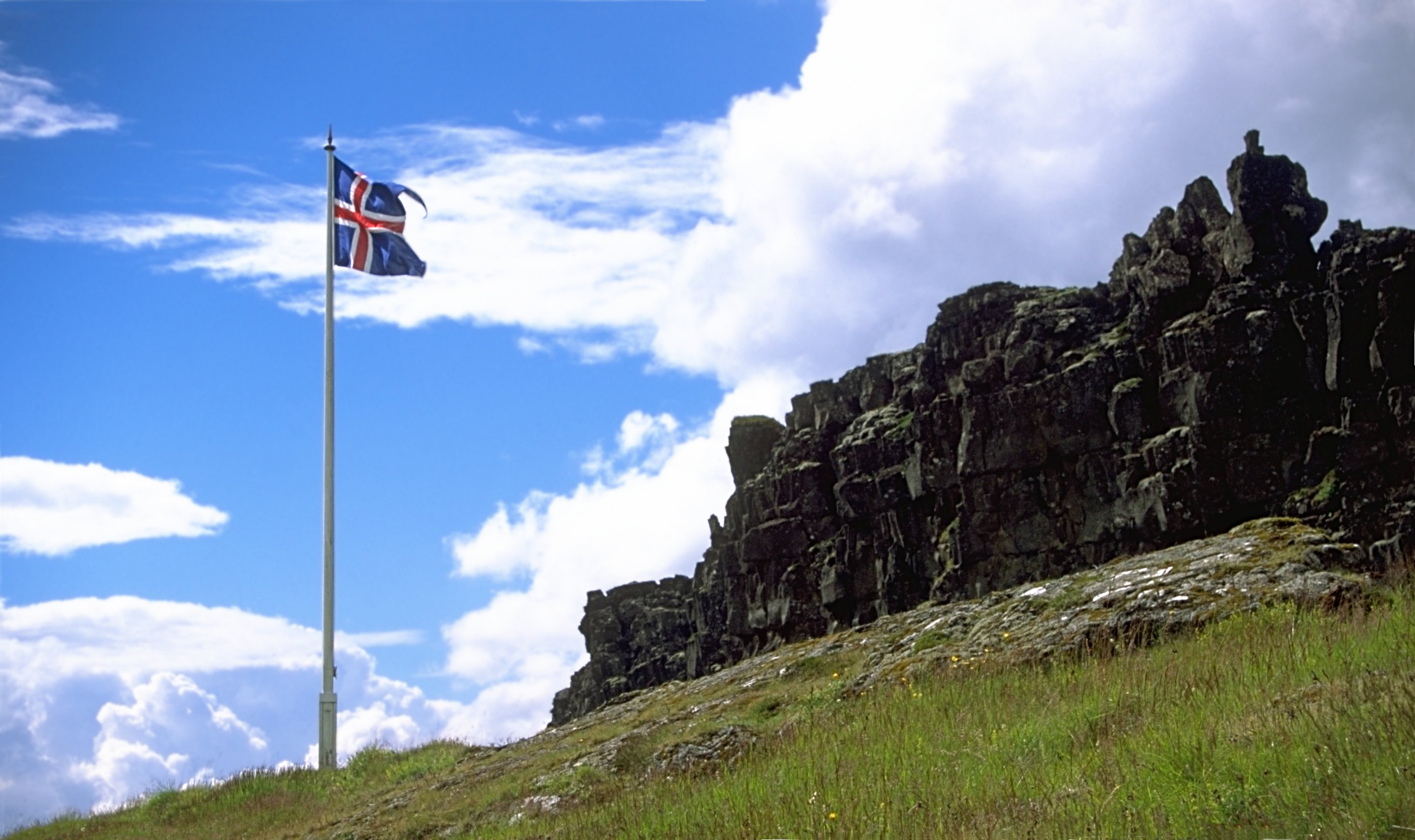
Þingvellir

Nel 1944, tramite un referendum, oltre il 90% degli islandesi votò per la secessione. Il 17 giugno 1944 (133º anniversario della nascita del patriota Jón Sigurðsson (1811-1879)), il Parlamento islandese proclamò la repubblica a Þingvellir. Sveinn Björnsson fu il primo presidente. Il re di Danimarca, allora occupata dalla Germania, si rassegnò e inviò agli islandesi un telegramma di congratulazioni.

### Dopo l'indipendenza
Lo sviluppo economico è stato accompagnato dalla creazione di uno stato sociale ispirato al modello scandinavo, che ha promosso l'innalzamento del tenore di vita e la regolamentazione delle disuguaglianze. Tuttavia, un'oligarchia è rimasta predominante: quattordici famiglie - un gruppo noto come "Octopus" - costituivano l'élite economica e politica del Paese. Hanno dominato tutti i settori dell'economia: importazioni, trasporti, banche, assicurazioni, pesca e rifornimento della base NATO. Politicamente, questa oligarchia ha governato sul Partito dell'Indipendenza (PI), che controllava i media. Ha anche stabilito le nomine di alti funzionari dell'amministrazione, della polizia e dell'esercito. Le parti dominanti (PI e Partito Progressista) gestiscono direttamente le banche pubbliche locali, rendendo impossibile ottenere prestiti senza l'accordo dell'apparatchik locale.
L'economia è stata liberalizzata dopo l'adesione dell'Islanda allo Spazio economico europeo nel 1994, che richiede la libera circolazione di capitali, beni, servizi e persone. Il primo ministro Davíð Oddsson ha intrapreso un programma di vendita di beni statali e di deregolamentazione del mercato del lavoro. Le disparità di reddito e di ricchezza si sono ampliate, aggravate da politiche fiscali sfavorevoli alla metà più povera della popolazione.
Le truppe statunitensi restarono sul suolo islandese fino al 2006, ma con il divieto da parte del governo di posizionare armi nucleari. Negli anni settanta i rapporti tra Islanda e Regno Unito si incrinarono a causa dell'espansione delle acque territoriali islandesi, al fine di contrastare la concorrenza dei pescherecci del Regno Unito: questo periodo viene detto della guerra del merluzzo. La crisi si concluse con un'accettazione del Regno Unito riguardo all'estensione del territorio.
Durante il periodo 2003-07 l'Islanda si è trasformata da un Paese più noto per la sua industria della pesca in uno che fornisce sofisticati servizi finanziari, che l'ha portata a essere colpita duramente dalla crisi finanziaria globale 2008, che si è estesa fino al 2009. La crisi interna ha portato alla più grande emigrazione dall'Islanda dal 1887. Segnali allarmanti si moltiplicano rapidamente. Il disavanzo delle partite correnti del Paese è passato dal 5 per cento del PIL nel 2003 al 20 per cento nel 2006, uno dei livelli più alti al mondo. All'inizio del 2006, Fitch ha declassato il rating dell'Islanda da "stabile" a "negativo". La corona islandese ha perso parte del suo valore, in contrasto con il valore dei debiti delle banche, che sono aumentati. Il mercato azionario è crollato e i fallimenti sono aumentati, costringendo lo Stato a mobilitare le finanze pubbliche a vantaggio del settore privato. La Danske Bank di Copenaghen ha poi descritto l'Islanda come un'economia sul punto di esplodere.

## Geografia

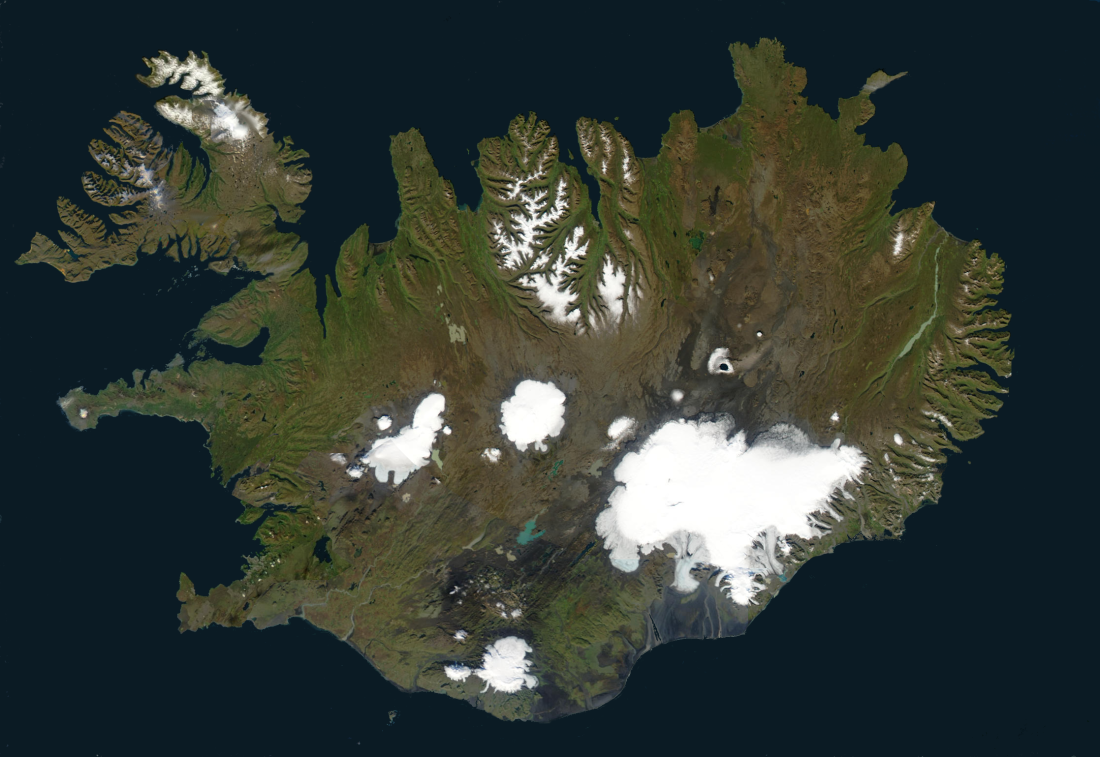
L'Islanda vista dal satellite

### Morfologia

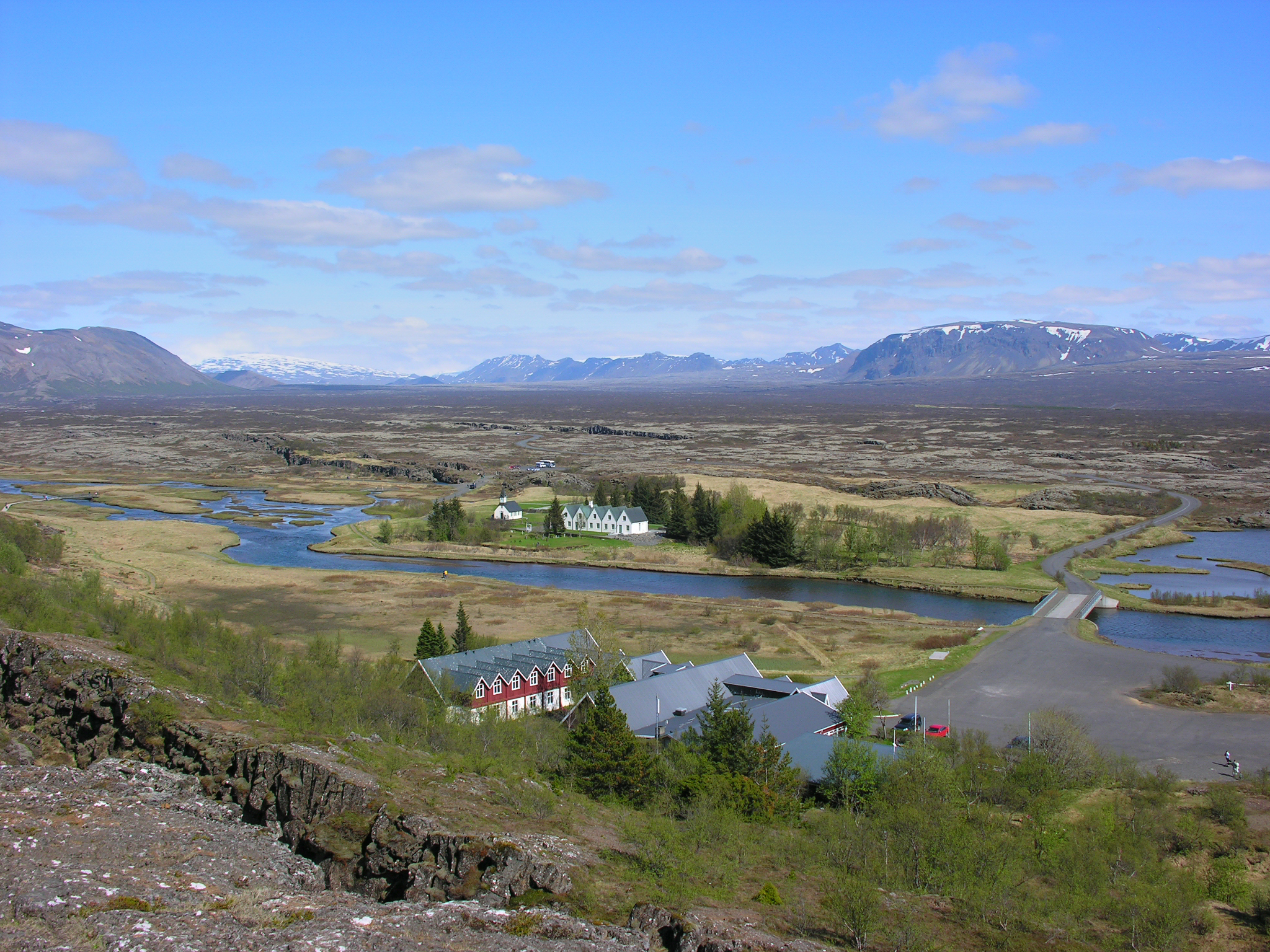
L'affioramento della dorsale medio-atlantica nel Sud dell'Islanda, presso il parco nazionale di Þingvellir; le lunghe fratture visibili nella pianura costituiscono l'espressione superficiale delle faglie distensive della zona di rift

Ricoperta per il 10% da ghiacciai, l'Islanda è costituita dai monti della dorsale medio-atlantica e presenta una superficie formata da rocce di origine vulcanica, prevalentemente basaltiche. Gran parte del suo territorio è occupato da montagne che raggiungono discrete altezze (il monte più alto è l'Hvannadalshnjúkur, 2 119 metri) ed è caratterizzato da vasti altopiani. Le coste, ricche di insenature e profondi fiordi a settentrione, a sud si presentano arenose e basse e qui si concentrano le zone coltivabili, che sono in totale circa un quinto della superficie. Occorre infine dire che il Paese ospita il più grande ghiacciaio del continente, il Vatnajökull ed è la seconda isola più grande del continente. Subito dopo la vicina isola di Gran Bretagna.
La morfologia del territorio islandese ha subito importanti modifiche a causa inizialmente di un peggioramento climatico avvenuto circa 9 milioni di anni fa e poi per le ultime glaciazioni che ne hanno modellato il paesaggio con fiordi, vallate dal tipico profilo a U e montagne in parte ricoperte da ghiacciai. Non a caso, a causa di questa doppia particolarità, l'Islanda è spesso chiamata "l'isola di ghiaccio e di fuoco".

### Geologia
Geologicamente parlando, l'Islanda è un'isola giovanissima. Infatti è una delle terre di più recente formazione di tutto il pianeta, con appena circa 20 milioni di anni contro i circa 4 miliardi della crosta terrestre; il suo territorio è interamente costituito da rocce vulcaniche. Costituisce una delle isole vulcaniche più attive sulla Terra, originata dal magma fuoriuscito dalla dorsale oceanica che separa le due placche oceaniche dell'oceano Atlantico, che in corrispondenza dell'Islanda giacciono al di sopra di un hot spot, la cui presenza ha permesso l'emersione dalle acque delle prime conformazioni basaltiche. La presenza dell'isola emersa è dovuta alla sovrapposizione delle due sorgenti magmatiche: la dorsale (basalti N-MORB) e l'hotspot (basalti OIB, ovvero Oceanic Island Basalts come le Hawaii). Conseguentemente i magmi sono, dal punto di vista geochimico, intermedi: prendono il nome di Plume-Morb o Enriched-Morb. L'hotspot garantisce una sovrapproduzione di magma che permette l'emersione della dorsale: se non fosse per la presenza dell'hotspot sotto la dorsale, essa si manterrebbe ben al di sotto del livello del mare, come infatti avviene lungo tutta la sua estensione. La separazione delle zolle, che avviene alla velocità di circa 2 cm all'anno, ha contribuito a far raggiungere all'isola i suoi attuali 103000 km² di estensione.

#### Stratigrafia

Carta geologica semplificata dell'Islanda

Le rocce vulcaniche affioranti sull'isola vengono suddivise in quattro serie distinte per età di formazione, che cresce con l'allontanarsi dalla fascia mediana di rift, che taglia l'isola da sud-ovest a nord-est. L'età delle rocce è stata determinata con metodi radiometrici, paleomagnetici e analisi dei depositi piroclastici, interposti fra le colate laviche e loro alterazioni climatiche, in quanto sono quasi del tutto assenti i fossili, a causa della tipologia delle rocce presenti.
1. Postglaciale (Olocene): costituito da lave e rocce detritiche di età compresa fra 9 000-13 000 anni; sono presenti nelle aree vulcanicamente attive, inclusa la zona mediana di rift.
2. Formazione palagonitica del Pleistocene superiore, in gran parte derivante da lave effusive in condizioni subglaciali, la cui distribuzione in gran parte coincide con quella del postglaciale.
3. Formazione dei basalti grigi del Pliocene-Pleistocene che costituiscono una fascia di rocce esterne e allungate attorno alla zona di rift.
4. Basalti di plateau, di età variabile da 3,1 a 16 milioni di anni, che ricoprono circa il 50% dell'isola soprattutto a est e a ovest-nord dell'isola; si tratta della coalescenza di lunghe colate laviche subaeree, spesse 5-15 metri. Vi si trovano rare intercalazioni di lenti di sedimenti continentali.[41]

Gran parte dell'attività vulcanica si sviluppa nella frattura che unisce la penisola di Reykjanes all'Öxarfjörður. Qualche fenomeno vulcanico si verifica anche nell'Islanda meridionale e nella penisola di Snæfellsnes. La maggior parte dei sistemi vulcanici dell'isola - nel complesso una trentina - si sviluppa intorno a un cono centrale, oppure è una grande depressione circolare (per esempio, lo stratovulcano Askja). Gli edifici vulcanici sono parte integrante del paesaggio islandese, spesso rappresentato da vastissimi altopiani lavici, le cui depressioni spesso sono ricoperte da depositi torbosi, interrotti da qualche cono vulcanico. Anche gli stessi altopiani si sono formati in seguito alle eruzioni subglaciali che, essendosi raffreddate rapidissimamente, hanno creato lava a cuscino. Infine, ancora nell'Islanda meridionale troviamo il Laki, un sistema vulcanico di 24 km che nel 1783, eruttando, comportò effetti climatici nell'emisfero boreale.

#### I vulcani
Vi sono trenta vulcani attivi, di cui tredici hanno eruttato dai primi insediamenti stabili sull'isola nel 874 d.C. I più noti sono Hekla, Grímsvötn e Katla.

#### Eruzioni principali
In circa 1 100 anni di insediamenti umani sull'isola, sono state registrate circa 250 maggiori eruzioni vulcaniche, alcune delle quali si sono protratte anche per anni. Queste hanno generato circa 45000 m³ di rocce. I vulcani più attivi, nonché più noti, sono l'Hekla, il Grímsvötn e il Katla, che hanno avuto più o meno venti eruzioni ciascuno. Tuttavia, i ghiacciai che ricoprono questi vulcani sono spesso soggetti a improvvisi scioglimenti a causa della ripresa di attività vulcanica all'interno delle loro caldere. L'ultimo grande scioglimento si è verificato nel 1996, quando il Grímsvötn, coperto per gran parte dal Vatnajökull, ne sciolse 3 km³. Eruzioni ben maggiori sono conosciute tra il 1362 e il 1727, quando continue eruzioni vulcaniche uccisero uomini e animali in gran quantità.
Andando ancora più indietro nel tempo, bisogna citare la drammatica e devastante eruzione dell'Hekla nel 1104, che rase al suolo la valle del Þjórsárdalur e che rivestì e seppellì sotto i lapilli le zone circostanti. Ma le eruzioni più disastrose di tutta la storia islandese si verificarono dopo il 1727: nel XVIII secolo una serie di tre eruzioni mise in ginocchio l'isola e la sua popolazione. Iniziò il Katla nel 1755, replicò l'Hekla nel 1766 e concluse il Laki con una catastrofica eruzione tra il 1783 e il 1784: lo zolfo e l'anidride carbonica avvelenarono fiumi e terreni uccidendo oltre 10 000 persone e più della metà del bestiame sull'isola.
Tra le eruzioni recenti, nessuna è lontanamente comparabile a quella del Laki di fine Settecento. Però quella innocua dell'isola di Heimaey del 23 gennaio 1973 non diventò una carneficina solo grazie a una fortunata coincidenza: la popolazione isolana fu salvata dalle barche dei pescatori che si trovavano al porto solo per caso. Passata l'emergenza, molti abitanti tornarono sull'isola e disseppellirono quelle case non raggiunte dalla lava, ma semplicemente ricoperte dalla cenere vulcanica ricaduta. L'eruzione fu una tragedia evitata, anche grazie a potenti getti di acqua marina sulle colate laviche in movimento, che ritardarono la loro avanzata. Il calore delle colate laviche fu utilizzato per alcuni anni per il riscaldamento delle abitazioni. Il suo piccolo porto da allora fu più protetto dalla forza del mare poiché le colate laviche che arrivarono fino all'acqua crearono una barriera. Infine, l'eruzione più nota fra quelle avvenute in tempi più recenti in Islanda risale sicuramente al 2010, quando l'eruzione dell'Eyjafjöll emise nell'atmosfera una quantità di ceneri tale da paralizzare il traffico aereo di tutta Europa per settimane intere, con una perdita di oltre 200 milioni di dollari al giorno per molte compagnie aeree.

#### Eruzioni sottomarine
Nel 1963 un'eruzione sottomarina ha dato origine a una piccola isola: Surtsey, lungo le coste meridionali.

#### I geyser

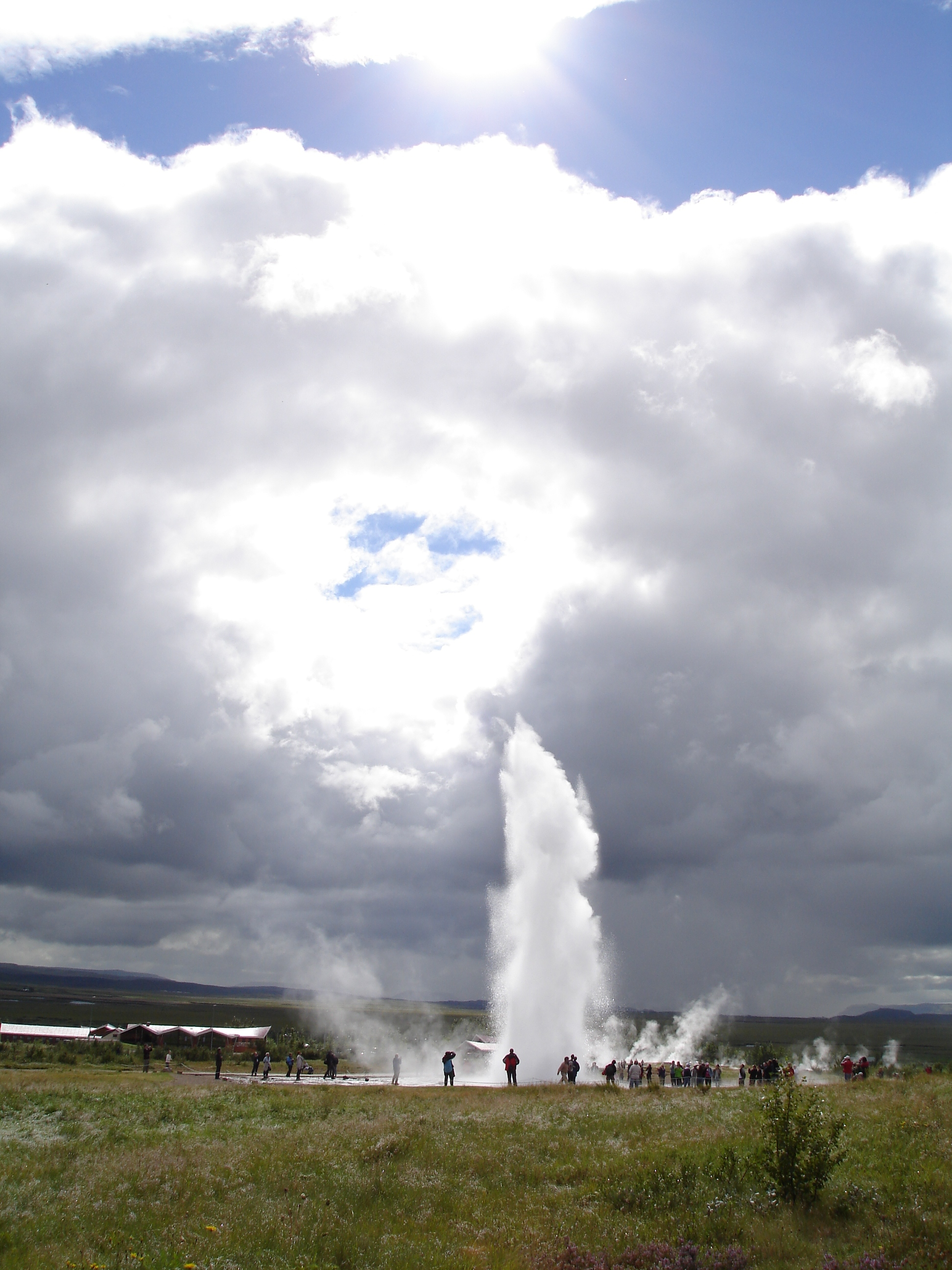
Geyser Strokkur

Oltre ai vulcani, molti dei quali attivi, nell'isola sono diffuse le manifestazioni vulcaniche secondarie: sorgenti termali, fumarole e moltissimi geyser, getti di acqua calda alti decine di metri sfruttati anche per il riscaldamento delle case islandesi.

##### Sfruttamento dell'energia geotermica
Tali fenomeni sono dovuti a precipitazioni che s'infiltrano nella crosta terrestre, acquistando calore attraverso le pietre o il magma e risalendo successivamente in superficie in forma di sorgenti di vapore acqueo. Grossomodo, è questo lo stesso meccanismo attraverso cui avviene il funzionamento dei geyser. Sull'isola nordatlantica ci sono anche circa trenta aree ad alta temperatura, che presentano fanghi termali. Questa energia geotermica ad alta entalpia viene quindi utilizzata non solo per produrre energia elettrica, ma anche per grandissima parte degli impianti di riscaldamento. Questo forte utilizzo del geotermico lo si deve anche grazie alla diminuzione degli effetti devastanti delle eruzioni dei temibili vulcani islandesi, in quanto i moderni sistemi di allarme consentono di trovare le giuste contromisure, tant'è che ormai le eruzioni sono diventate da fonte di paura per gli abitanti locali ad attrattiva turistica.
Il 90% delle abitazioni è scaldato con fonti geotermiche ad alta e bassa temperatura. Al 2012 il prezzo al consumo è in genere nel range di 1-3 centesimi di euro per kWh rispetto agli 8 centesimi di euro per il riscaldamento tramite energia elettrica e dei 12 centesimi di euro per il riscaldamento con gasolio.

### Idrografia

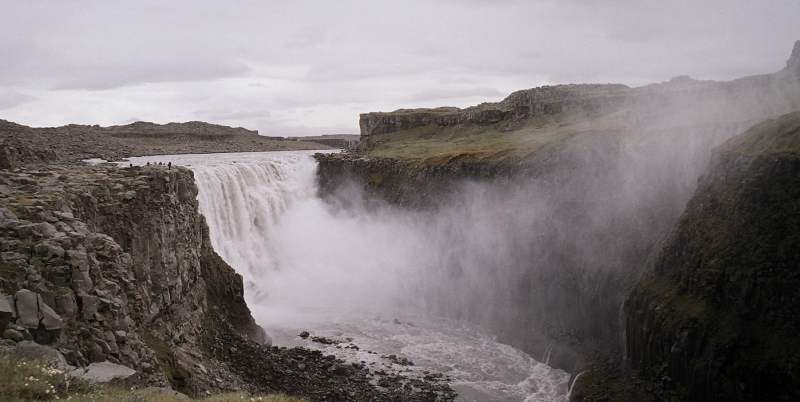
Cascata di Dettifoss

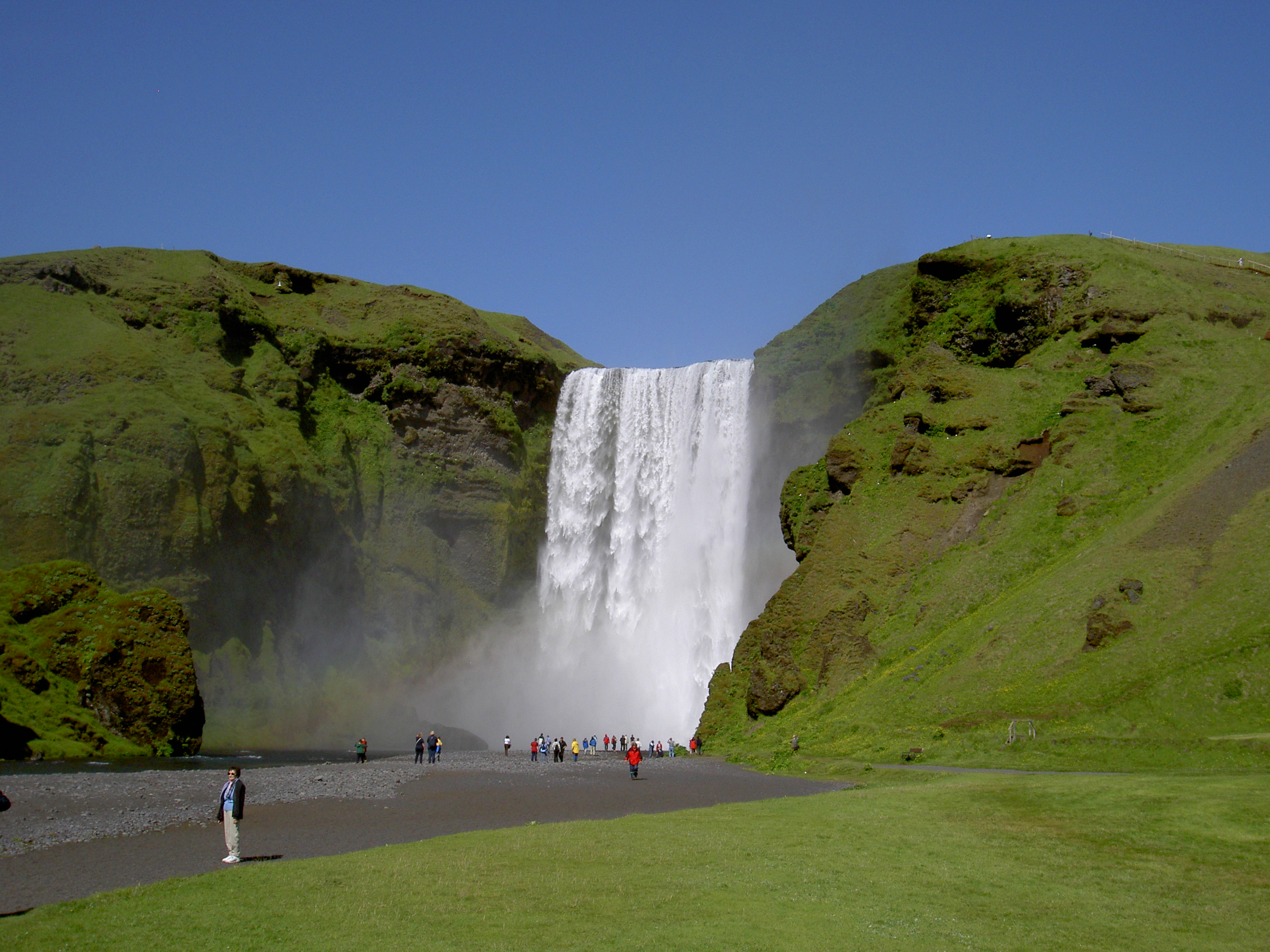
Cascata di Skógafoss

#### I fiumi
Data l'abbondanza dei ghiacciai, sono molti i fiumi alimentati dall'acqua derivante dallo scioglimento del ghiaccio nella stagione estiva. I corsi d'acqua hanno portate abbondanti e sono ricchi di salmoni; nei loro brevi corsi formano tante suggestive cascate, seguendo i dislivelli del terreno.
I fiumi islandesi sono in parte molto noti, ma nessuno di essi è navigabile. I principali fiumi sono: 
- Islanda meridionale: Hvítá, Krossá, Kúðafljót, Markarfljót, Múlakvísl, Ölfusá (il fiume con la maggior portata media annuale in Islanda), Öxará, Rangá, Skeiðará, Sog, Þjórsá (il fiume più lungo d'Islanda, 280 km)
- Reykjavík: Elliðaá
- Islanda occidentale: Hvítá (Borgarfjörður), Norðurá (Borgarfjörður)
- Fiordi occidentali (Vestfirðir): Dynjandi
- Islanda settentrionale: Blandá.

#### I ghiacciai
Un tempo l'Islanda era ricoperta da immensi ghiacciai. Ora essi formano le lagune di iceberg nel Mare di Groenlandia e coprono anche le vette, oltre i 2 000 metri, dei massicci centrali. È islandese il più grande ghiacciaio d'Europa, il Vatnajökull, situato nella parte sud-orientale dell'isola, che occupa una superficie di circa 8 500 km².

#### I laghi
Numerosi sono i laghi, tra cui il Mývatn e l'Öskjuvatn, che occupa un antico cratere vulcanico, come molti altri laghi islandesi.

#### Le coste
Le coste raggiungono uno sviluppo di circa 6500 km; sono generalmente frastagliate e incise dai fiordi, formati dall'erosione dei ghiacciai. Solo nella parte centrale si aprono piccole pianure costiere, formate da antichi depositi dei ghiacciai e dei fiumi.

### Clima

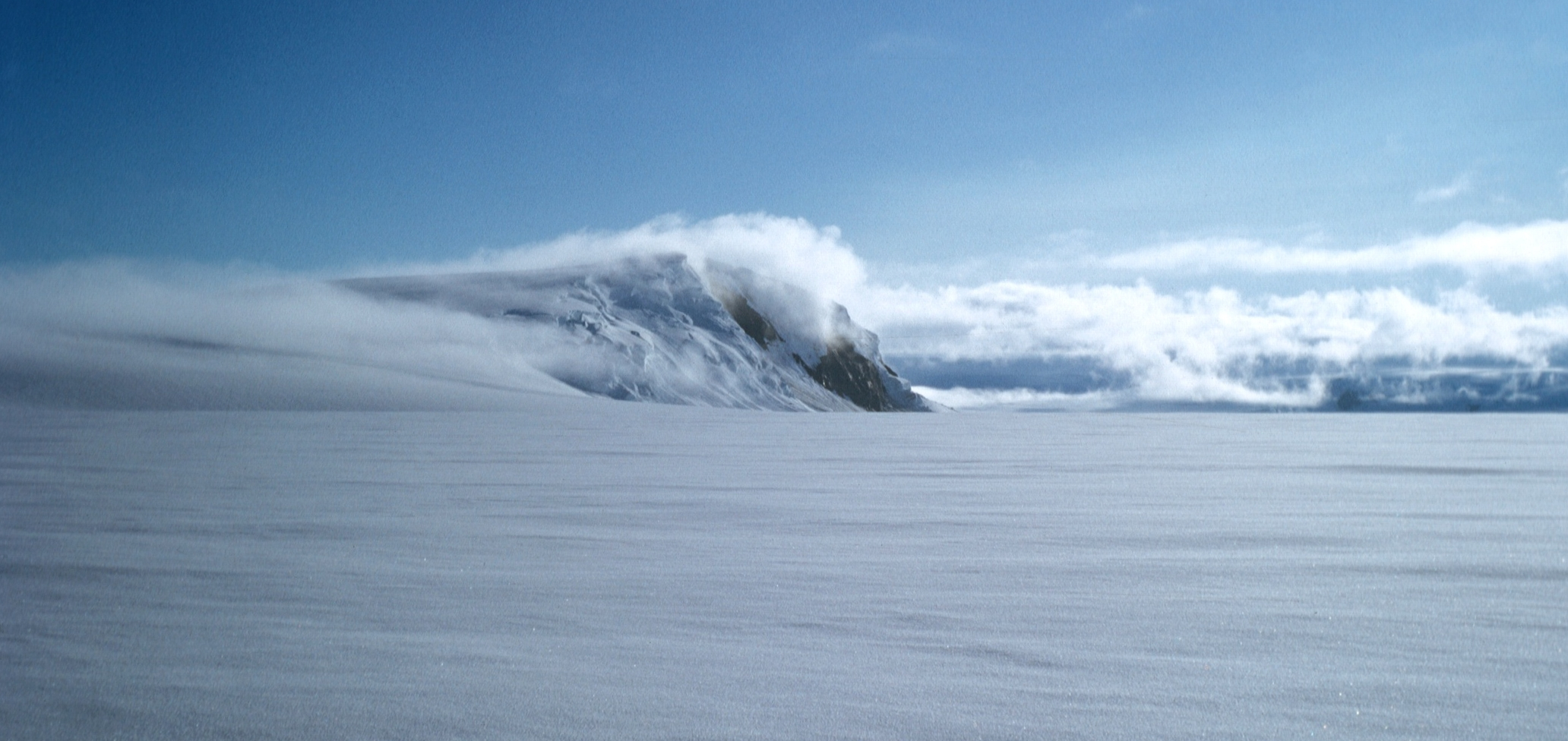
Il Vatnajökull, il quarto ghiacciaio più grande al mondo

L'Islanda si trova in una zona di forti contrasti termici sia atmosferici (tra i tiepidi venti sudoccidentali e quelli freddissimi che scendono dalla Groenlandia) sia marini. Tale situazione di contrasto genera intorno all'isola una zona di bassa pressione quasi permanente, che è stata battezzata "Depressione d'Islanda". Essa influenza il clima dell'isola più di ogni altro fattore, determinando un'estrema variabilità della forza dei venti, della loro direzione e dell'umidità delle masse d'aria. Di conseguenza, in Islanda, repentini passaggi dalla pioggia al bel tempo e di nuovo al maltempo sono la regola anziché l'eccezione. Non sono inoltre rare violente tempeste, dovute a passaggi di depressioni con valori barici anche inferiori ai 950 hPa.
Relativamente alla latitudine (63-66° N) e nonostante le sue propaggini settentrionali sfiorino il circolo polare artico, l'inverno dell'Islanda non è eccessivamente freddo, soprattutto per l'influenza (come detto) di parte della corrente del Golfo, che sfiora l'isola sui suoi versanti meridionale e sudoccidentale. L'estate invece è molto breve e fresca (massime di luglio a Reykjavík sui 13 °C e minime sui 7 °C). Il record di caldo della capitale è 24,8 °C, mentre quello assoluto islandese è 30,5 °C (piuttosto alto, ma si deve tener conto del calore cittadino che, anche in centri abitati spaziosi come quelli dell'isola, mantiene le temperature almeno sui 2-3 °C al di sopra delle aree extraurbane). In genere nei giorni più caldi (a luglio) si superano di poco i 20 °C, ed è considerata già una considerevole ondata di caldo, mentre durante la notte è raro non scendere sotto i 10 °C. All'interno (per via dell'altitudine) e a nordovest (a causa di una maggiore influenza della corrente fredda proveniente dalla Groenlandia) il clima è molto più rigido e manca una vera e propria estate.
Come accennato, l'isola si trova per pochissimo a sud del circolo polare artico, in un punto, a oriente, a soli 3 km da questo parallelo, che delimita la calotta polare artica. Molti turisti, delusi dal non poter raggiungere questo caratteristico parallelo, prendono un piccolo aereo che collega l'isola principale con Grimsey, piccola isola con pochi abitanti, a nord, che è tagliata dal circolo. I ghiacciai occupano il 10% dell'intero Paese e la loro estensione supera quella complessiva dei ghiacciai di tutta l'Europa continentale, questi si trovano anche ad altitudini collinari (lingue glaciali si spingono quasi fino al mare, anche a 50 m s.l.m.) e in zone ombrose gelo e neve permangono tutto l'anno. Le piogge, dipendenti in massima parte dalla direzione del vento, ammontano a circa 1 000–1600 mm annui lungo le coste meridionali e orientali, a 700–1000 mm all'interno dell'isola, a 800 mm a Reykjavík e a 400–600 mm a nord e nordest. La parte dell'isola con precipitazioni più basse si trova a nord dell'enorme ghiacciaio Vatnajökull, dove esse sono inferiori a 400 mm. Le nevicate possono avvenire anche a inizio giugno e fine agosto nell'entroterra.
In inverno, come detto, le temperature sono miti e non scendono di molto sotto lo zero: nei giorni più freddi (in gennaio) nelle regioni costiere meridionali si hanno temperature attorno agli 0 °C, negli altopiani centrali attorno ai -10 °C e nelle zone settentrionali tra -25 °C e -30 °C. Nonostante ciò, le gelate sono molto frequenti e sono rare giornate molto al di sopra dello zero. Ci possono essere anche escursioni termiche giornaliere molto marcate, ma esse sono strettamente legate alla direzione di provenienza del vento (anziché all'alternanza di luce e oscurità). L'arcipelago di Vestmannaeyjar, che si trova al largo della costa meridionale, è la zona con il clima più oceanico. Qui sono molto frequenti le giornate di forte vento con nevischio: la neve cade spesso, ma generalmente non ci sono grandi accumuli (non oltre i 15–20 cm). L'estate è invece estremamente piovosa e fresca.
In sintesi, il clima islandese è inadatto all'agricoltura (che pure potrebbe trovare condizioni favorevoli nei terreni vulcanici così fertili).

## Popolazione
L'Islanda, con 393 686 abitanti censiti nel 2023, è il sesto Paese meno abitato d'Europa, superiore per popolazione solo ai microstati quali la Città del Vaticano, San Marino, Principato di Monaco, Liechtenstein e Andorra.
Abitanti censiti nel gennaio 2013 per sesso e fasce d'età

### Demografia
Lontana sia dall'Europa sia dall'America e lambita da mari particolarmente pericolosi, l'Islanda si conservò disabitata a lungo. Nel IX secolo l'isola fu raggiunta da alcuni monaci irlandesi seguiti, nell'874, dai primi colonizzatori vichinghi. La piccola comunità tese a ingrandirsi per l'arrivo costante di immigrati non solo scandinavi, ma anche scozzesi e irlandesi. Si stima dunque che, nel X secolo, la popolazione doveva raggiungere le 25 000 unità. Esaurite poco dopo le immigrazioni, l'isola godette di un periodo di benessere favorito dai frequenti contatti con la Norvegia. Questa situazione, favorevole all'incremento naturale della popolazione, si arrestò durante il dominio danese, per poi riprendere verso la fine del XIX secolo: se allora gli islandesi erano ancora 80 000, già nel 1930 raggiungevano le 109 000 unità per poi arrivare rapidamente alle 320 000.
Paese con un livello di crescita naturale e un tasso di fertilità nettamente al di sopra della media europea (2,23 figli per coppia nel 2010 contro la media europea di 1,4), anche grazie alle politiche di aiuti familiari, la popolazione islandese dovrebbe crescere, grazie al saldo naturale, fino a 500 000 persone entro il 2060, senza tenere conto dell'immigrazione, che pure negli ultimi anni è numerosa.
Gli immigrati sono circa 33 000 e compongono il 13% della popolazione, concentrati soprattutto nella capitale; di questi, la maggioranza proviene dalla Polonia (circa 8 000 polacchi, la comunità straniera più numerosa), dalla Lituania (circa 2 000), dai paesi scandinavi, dalla Germania e dall'Austria.

#### Distribuzione della popolazione
La popolazione si distribuisce, come in passato, lungo le aree costiere pianeggianti, in particolar modo nelle regioni occidentali. Le zone interne sono invece pressoché disabitate, fatta eccezione per alcune vallate. Le località più densamente popolate sono le coste del Faxaflói (dove sorge la capitale), di alcuni fiordi settentrionali e le pianure alluvionali del Sud-ovest.
La densità media è una tra le più basse del pianeta, tanto più se si tiene conto che oltre un terzo degli islandesi vive nella capitale. Il solo centro di grandi dimensioni è ancora Reykjavík ma pochissimi sono i centri definibili davvero "città" (tra questi, Kópavogur, Hafnarfjörður, Akureyri, Reykjanesbær). L'Islanda è uno dei Paesi europei con il più alto tasso di incremento naturale (13,83 nati l'anno ogni 1 000 abitanti contro 6,57 morti).

### Etnie
L'Islanda ha una popolazione omogenea, non essendo stata soggetta a immigrazioni consistenti nell'ultimo migliaio di anni. I relativamente pochi immigrati presenti nel Paese appartengono soprattutto ad altre etnie europee. Al 2016 il 92,04% della popolazione è costituito da islandesi etnici, seguito dai polacchi che sono il 3,63%. Il restante 4,33% è costituito da altre minoranze, soprattutto europee.

### Religione

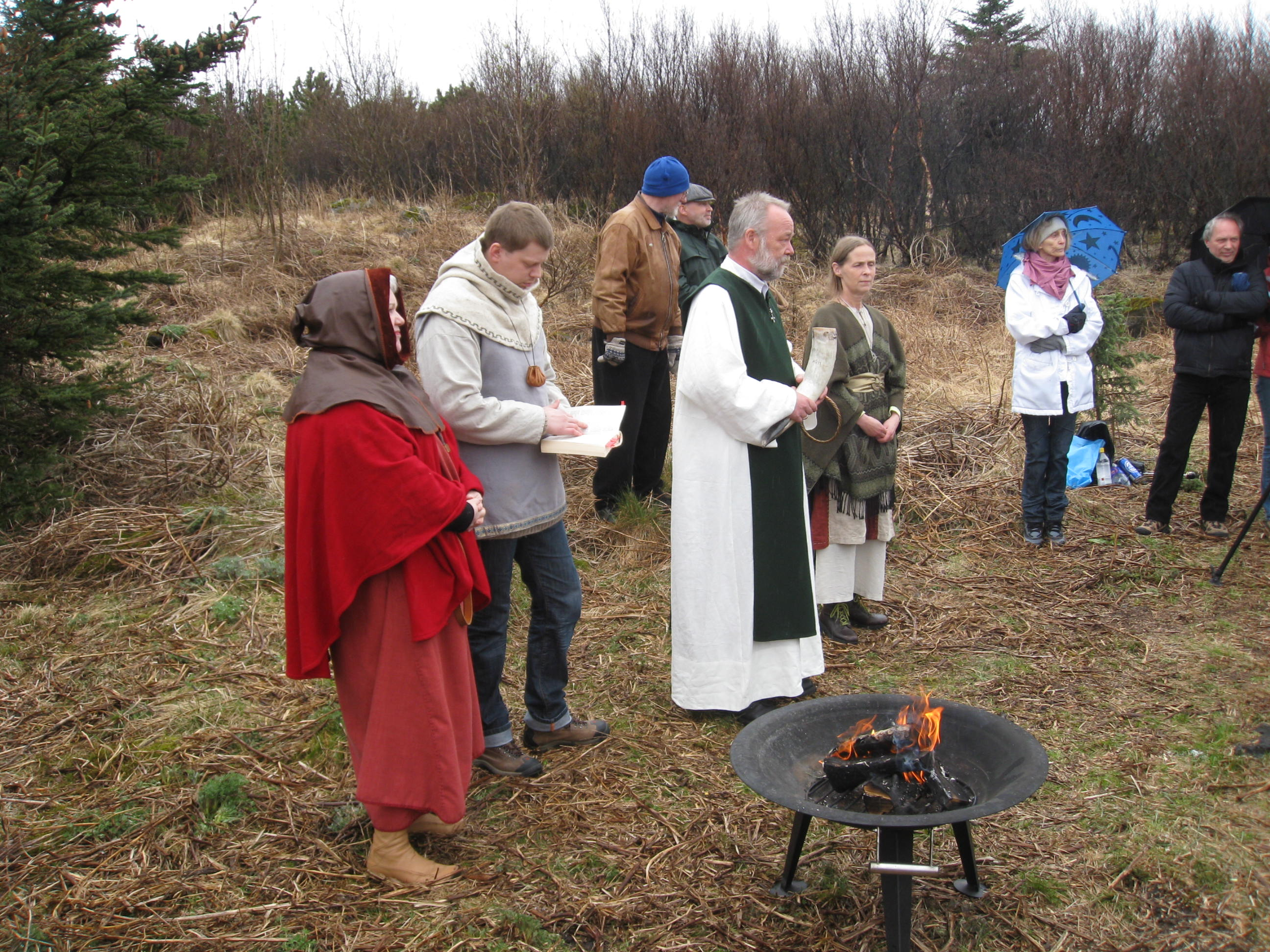
Rito neopagano a Reykjavík nel 2009

Gli islandesi hanno libertà religiosa, come sancito dalla Costituzione. La religione ufficiale è il luteranesimo, professato secondo la Chiesa Nazionale d'Islanda (Þjóðkirkjan). Durante la dichiarazione dei redditi, gli islandesi devono dichiarare l'appartenenza religiosa, consentendo così di distribuire una quota di imposta alla confessione religiosa scelta; per i non religiosi la quota viene destinata allo Stato. Al 2023 gli islandesi erano ripartiti nei seguenti gruppi religiosi:
- il 58,61% della popolazione appartiene alla Chiesa Nazionale d'Islanda;
- il 7,71% non aderisce ad alcuna religione;
- il 10,94% appartiene ad altri gruppi cristiani (soprattutto chiese luterane minori), di cui un 3,83% sono cattolici polacchi afferenti alla diocesi di Reykjavík;
- il 1,49% è membro dell'Ásatrúarfélagið, un movimento etenista basato sul recupero dei culti norreni pre-cristiani;[55]
- lo 0,14% è membro della chiesa Zuista, un movimento di protesta che definisce sé stesso come movimento religioso neo-sumero e che si prefigge lo scopo di abolire il sovvenzionamento statale concesso alla chiesa luterana nazionale.[56]
- il 2,38% Altre religioni (l'islam, buddhismo, bahai, ebrei e induisti);
- il 18,73% non ha specificato la propria affiliazione religiosa.

La percentuale di cristiani ha mostrato negli ultimi anni un rapido e costante calo, mentre altre religioni sono in crescita. Secondo l'ultimo studio dell'Istituto statunitense Gallup sull'Indice globale sulla religiosità e sull'ateismo reso pubblico l'8 agosto 2012 gli atei in Islanda sarebbero però il 10% della popolazione. Secondo un sondaggio del 2015 invece risulta che oltre il 40% degli islandesi sotto i 25 anni si dichiara ateo e lo 0% crede nel creazionismo.

### Lingue
La lingua ufficiale dello Stato è l'islandese. La lingua di quest'isola venne importata nel IX e nel X secolo dai norvegesi che la colonizzarono e appartiene quindi al gruppo nordico occidentale delle lingue germaniche. A causa della posizione geografica l'islandese è la lingua scandinava più conservata dai tempi antichi in fatto di vocabolario, ortografia e grammatica. Viene utilizzato l'alfabeto latino, a cui vanno ad aggiungersi due caratteri: þ e ð.
Inoltre, lo Stato islandese ha ufficialmente riconosciuto la lingua dei segni islandese (islenskt táknmál) come lingua primaria della comunità sorda islandese, ed è protetta da diritti costituzionali. Anche il Braille islandese, lingua scritta della comunità dei ciechi, è riconosciuto.

#### Onomastica
Anziché utilizzare i cognomi, gli islandesi aggiungono al proprio nome personale il patronimico (nome del padre al genitivo) seguito dai suffissi:
- -son (figlio)
- -dóttir (figlia)

In questo modo, Baldur figlio di Jon si chiamerà Baldur Jonsson. Sua sorella Elin invece si chiamerà Elin Jonsdóttir.

## Ordinamento dello Stato

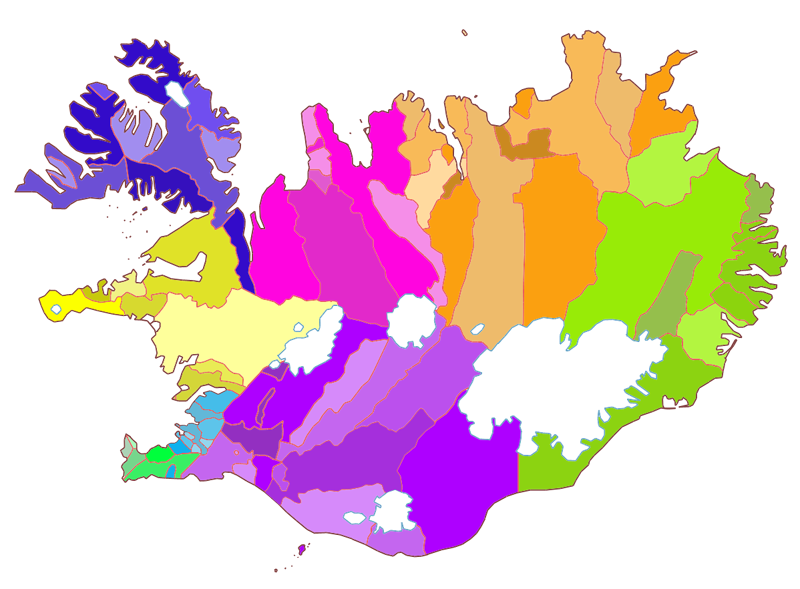
Comuni dello Stato

L'Islanda è una repubblica dal 1944. Ha un sistema di governo parlamentare: il capo del governo e i ministri esercitano il potere esecutivo; il governo, per restare in carica, deve essere sostenuto dalla maggioranza dei membri del Parlamento (Alþingi). Il presidente della Repubblica, eletto dai cittadini, rimane in carica per quattro anni. Vigdís Finnbogadóttir, prima donna presidente, e una delle prime con la carica di capo di Stato in tutto il mondo (eccettuate le regine regnanti), è stata riconfermata per ben tre volte nella carica.
La Costituzione dell'Islanda è entrata in vigore il 17 giugno 1944.

### Suddivisioni storiche e amministrative
L'Islanda è suddivisa amministrativamente in municipalità, contee e regioni.

#### Distretti elettorali

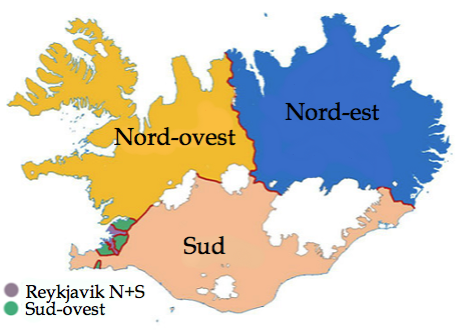
Circoscrizioni elettorali

L'Islanda è divisa in sei distretti elettorali per la selezione dei rappresentanti all'Alþingi (parlamento). La divisione corrente fu stabilita da un emendamento costituzionale del 1999 teso a bilanciare il peso delle diverse aree del Paese dove alcune aree rurali poco abitate avevano peso maggiore della stessa capitale.

#### Regioni

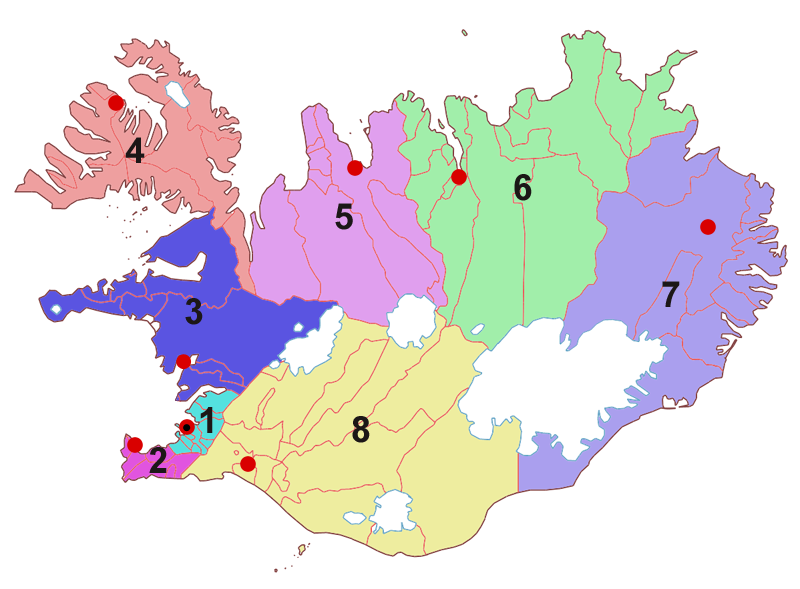
Regioni dell'Islanda

L'Islanda è divisa in otto landsvæði (regioni), usate principalmente per scopi statistici, per delimitare le giurisdizioni delle corti distrettuali e in generale per l'attribuzione del codice postale. Prima del 2003 le regioni erano anche utilizzate per le elezioni dell'Alþingi. Questi utilizzi (eccetto per quelli statistici) sono comunque basati su una vecchia versione delle regioni dove la città di Reykjavík era una regione speciale e i comuni limitrofi nell'odierna regione della capitale erano parte della regione del Reykjanes, nel ventunesimo secolo nota come Suðurnes.
| Id | Landsvæði                | (traduzione)           | Capoluogo                | Area in km² | Popolazione (2013) | Popolazione (2003) | Variazione | Densità |
| -- | ------------------------ | ---------------------- | ------------------------ | ----------- | ------------------ | ------------------ | ---------- | ------- |
| 7  | Austurland               | Terra dell'est         | Egilsstaðir (2 257 ab.)  | 22 005      | 12 434             | 11 611             | 823        | 0,6     |
| 1  | Höfuðborgarsvæðið        | Regione della capitale | Reykjavík (118 898 ab.)  | 1 047       | 205 675            | 179 992            | 25 683     | 196,4   |
| 6  | Norðurland eystra        | Terra del nordest      | Akureyri (17 754 ab.)    | 22 694      | 29 026             | 28 372             | 654        | 1,3     |
| 5  | Norðurland vestra        | Terra del nordovest    | Sauðárkrókur (2 635 ab.) | 12 598      | 7 271              | 7 765              | -494       | 0,6     |
| 8  | Suðurland                | Terra del sud          | Selfoss (6 512 ab.)      | 24 689      | 23 833             | 21 498             | 2 335      | 1       |
| 2  | Suðurnes (già Reykjanes) | Penisola meridionale   | Keflavík (14 231 ab.)    | 818         | 21 206             | 16 802             | 4 404      | 25,9    |
| 4  | Vestfirðir               | Fiordi occidentali     | Ísafjörður (2 636 ab.)   | 9 370       | 7 031              | 7 915              | -884       | 0,8     |
| 3  | Vesturland               | Terra dell'Ovest       | Borgarnes (3 469 ab.)    | 9 530       | 15 381             | 14 516             | 865        | 1,6     |
|    | Totale                   |                        |                          | 102 751     | 321 857            | 288 471            | 33 386     | 3,1     |

#### Contee
L'Islanda è tradizionalmente divisa in 23 contee, sýslur, e 14 città indipendenti, kaupstaðir. Questa divisione non ha più significato a livello amministrativo, visto che il Paese è diviso in 26 magistrature, nelle quali i rispettivi magistrati sono la maggiore autorità per quanto riguarda la polizia locale (eccetto a Reykjavík dove c'è uno speciale ufficio di commissariato di polizia) e le funzioni amministrative come la dichiarazione di bancarotta o il matrimonio civile. Le giurisdizioni di questi magistrati seguono spesso le linee delle contee tradizionali, ma si usa più di frequente riferirsi a essi col nome della loro sede e non con quello della contea tradizionale (come per molte province italiane) anche quando si trovano sullo stesso territorio.

#### Comuni
Il territorio è suddiviso in 72 sýslur (comuni). La maggior parte include un centro abitato principale (kaupstaður).

### Città principali
L'unico centro abitato dell'Islanda che possa definirsi città è Reykjavík, la capitale, in cui risiede quasi il 40% della popolazione. Oltre che sede politica e amministrativa è anche il principale centro industriale, possiede un porto e un aeroporto. La qualità della vita è piuttosto alta, così come il reddito pro capite, che è anzi tra i più elevati del continente.
Le altre "città" principali si trovano, inevitabilmente, tutte lungo la costa. Oltre a Reykjavík, sempre a sud, si trovano Hafnarfjörður, Kópavogur, Selfoss e Keflavík, sede dell'aeroporto internazionale. Nella parte ovest dell'isola tra i principali centri si annovera Akranes, mentre a nord Akureyri e Húsavík. Egilsstaðir è il principale centro dell'Est Islanda. L'isola più importante è Vestmannaeyjar.

### Istituzioni

#### Ordinamento scolastico
L'istruzione è obbligatoria e gratuita dai 6 ai 16 anni, tuttavia circa il 60–64 % degli studenti islandesi continua gli studi dopo i 16 anni e completa il livello secondario in 4 anni. Vi è quindi un alto livello culturale e non esiste l'analfabetismo.
Nel 2007 erano presenti 8 179 insegnanti e nel 2009 si contavano 81 854 studenti e 3 450 laureati.
Il 7,6% del PIL islandese è investito nella pubblica istruzione, mentre il 3,1% nella ricerca.

#### Università
Nell'ambito universitario ricordiamo l'Università d'Islanda, fondata il 17 giugno 1911.

#### Sistema sanitario
Il sistema sanitario è uno dei migliori del mondo. In Islanda non esistono le scuole di specializzazione per i medici neolaureati (con l'eccezione della medicina del lavoro e medicina di base), per cui questi ultimi si recano soprattutto in Svezia o Stati Uniti per completare il loro percorso di studio.

#### Forze armate
L'Islanda è uno dei pochi Stati senza forze armate. Esso possiede solo un corpo di polizia e la guardia costiera, che è dotata anche di battelli armati per la sorveglianza della propria flotta di pescherecci, data la fortissima concorrenza con le flotte del Regno Unito, della Danimarca, della Norvegia e della Russia, concorrenza spesso sfociata in aspre dispute diplomatiche tra questi Paesi. Gli Stati Uniti d'America hanno installato basi militari sull'isola sin dalla seconda guerra mondiale, ampliate e rafforzate durante la guerra fredda in funzione anti-sovietica. Pur impegnandosi a garantire la sicurezza dell'Islanda, il governo statunitense ha chiuso l'ultima base militare (Keflavík) nel 2006, anche a seguito di numerose proteste da parte degli abitanti, contrari alla permanenza della base. L'Islanda è un membro della NATO (Organizzazione del Trattato dell'Atlantico del Nord), alleanza militare che lega la maggior parte dei Paesi europei, il Canada e gli Stati Uniti.
Fino al 2006 era attiva l'Iceland Defense Force.

#### Sistema giudiziario
Il sistema giudiziario islandese, basandosi sul diritto danese, non prevede la pena di morte.
Nel 2010 si sono registrati 2 300 reati, 6 ogni 10 000 ab., per un totale di 73 525 infrazioni, di cui 40 449 solo nella regione della capitale.

## Politica
L'Islanda è una repubblica parlamentare. Il Parlamento, che si chiama Alþingi, venne fondato nel 1845 con funzioni consultive per il Re di Danimarca. Ciò fu visto generalmente come un ristabilimento dell'assemblea fondata nel 930, nel periodo del Commonwealth, e sospeso nel 1799. Esercita il potere legislativo e ha 64 membri eletti a suffragio universale ogni quattro anni.
Il Presidente della Repubblica, eletto dai cittadini, e solitamente tra figure di spicco esterne al mondo politico, ha compiti principalmente cerimoniali, con funzioni diplomatiche e di capo di Stato, ma detiene anche l'importante potere di mettere il veto a una legge approvata dal parlamento, e di sottoporla a referendum popolare. In ogni caso i poteri del Presidente sono regolarmente oggetto di dibattito. Vigdís Finnbogadóttir è stata la prima donna a essere eletta Capo di Stato nel 1980; ha esercitato le funzioni presidenziali fino al 1996.
Il Primo Ministro è il capo del Governo, e insieme a quest'ultimo detiene il potere esecutivo. Il Governo è formalmente nominato dal Presidente della Repubblica dopo le elezioni legislative. In ogni caso, il processo di formazione del governo è generalmente condotto dai leader dei partiti politici, che costituiscono una coalizione in grado di avere una maggioranza nell'Alþingi e assegnano le deleghe ai ministri. Solo nel caso in cui i leader dei partiti non siano in grado di raggiungere un compromesso in un ragionevole lasso di tempo il Presidente della Repubblica può nominare autonomamente un Governo. Un caso simile non è mai avvenuto dalla fondazione della Repubblica nel 1944, ma nel 1942 il reggente Sveinn Björnsson, nominato dall'Alþingi nel 1941, nominò un governo non parlamentare. Il reggente aveva, nella pratica, funzioni presidenziali e Björnsson divenne successivamente il primo Presidente della Repubblica nel 1944.
In Islanda i governi sono sempre stati formati da coalizioni tra due o più partiti, in quanto nessun partito ha mai ricevuto la maggioranza dei seggi.
Le elezioni per i consigli municipali, il parlamento, e il Presidente della Repubblica sono tenute ogni quattro anni.

### Situazione attuale
A seguito delle elezioni legislative del maggio 2007 si costituì un governo formato da una coalizione tra il Partito dell'Indipendenza, di destra, e l'Alleanza Socialdemocratica, che godeva di un'ampia maggioranza di 43 seggi su 63 nell'Alþingi. Dal 1º febbraio 2009, a seguito delle dimissioni del Primo Ministro Geir Hilmar Haarde, ha assunto tale carica Jóhanna Sigurðardóttir (Alleanza Socialdemocratica), a capo di un governo di coalizione tra i socialdemocratici, la sinistra e i verdi: è stata la prima donna a ricoprire questa funzione in Islanda, oltreché la prima donna al mondo, dichiaratamente omosessuale, a ricoprire la carica di Primo Ministro. È stata riconfermata nel ruolo a seguito delle elezioni anticipate tenutesi il 25 aprile 2009, che hanno visto la vittoria della coalizione formata dal Samfylkingin (Alleanza Socialdemocratica) e dal Vinstrihreyfingin grænt framboð (Movimento dei Verdi di sinistra). Il 16 luglio 2009 il Parlamento ha autorizzato il governo a iniziare i negoziati per l'adesione all'Unione europea.
Questo processo rischia di rimanere incompiuto a seguito della vittoria, nelle elezioni del 2013, della coalizione tra il Partito dell'Indipendenza, guidato dal leader Bjarni Benediktsson, e il Partito del Progresso. Il centro-destra "euroscettico" torna dunque al potere dopo una sola legislatura all'opposizione: la politica di austerità promossa in questi ultimi quattro anni dal governo di centro-sinistra è stata punita dall'elettorato islandese, nonostante i sacrifici abbiano permesso di uscire dalla recessione.

#### La nuova Costituzione
Nel contesto della crisi economica del 2008 ha preso vita un movimento di cittadini per proporre la redazione di una nuova Costituzione che incorporasse le lezioni apprese dalla crisi e che sostituisse quella in vigore dal 1944 basata sul modello danese. Il 27 novembre 2010 furono indette delle elezioni da cui risultarono eletti i 25 cittadini che avrebbero formulato la bozza della nuova Costituzione. L'affluenza alle urne fu piuttosto bassa, meno del 36% degli aventi diritto si recarono a votare, e scelsero tra 522 candidati liberi da ogni affiliazione politica. Gli unici due vincoli per la candidatura, a parte quello di essere liberi dalla tessera di qualsiasi partito, erano quelli di essere maggiorenni e di disporre delle firme di almeno 30 sostenitori. La "Consulta Costituzionale" (Stjórnlagaráð) eletta era composta da docenti universitari, avvocati, giornalisti e anche da un sindacalista, un contadino, un pastore e un regista. Al termine dei propri lavori il 29 luglio 2011 il movimento ha presentato al Parlamento islandese un progetto nel quale sono confluite la maggior parte delle linee guida prodotte in modo consensuale via internet e nel corso delle diverse assemblee del movimento che hanno avuto luogo in tutto il Paese. La proposta di riforma costituzionale, dopo essere stata approvata da un referendum popolare il 20 ottobre 2012, è attualmente sottoposta al vaglio del parlamento che la dovrà discutere e approvare entro le elezioni della primavera 2013.

### Primo ministro
La Prima ministra in carica è Kristrún Frostadóttir (S), dal 21 dicembre 2024.

### Partiti politici
I principali partiti politici:
- Partito Pirata (Píratar)
- Partito dell'Indipendenza (Sjálfstæðisflokkurinn)
- Partito Progressista (Framsóknarflokkurinn)
- Alleanza Socialdemocratica (Samfylkingin)
- Sinistra - Movimento Verde (Vinstrihreyfingin grænt framboð)
- Rinascita (Viðreisn)

### Politica estera
La Repubblica d'Islanda è membro di:
- NATO – membro fondatore (4 aprile 1949)[81], pur essendo uno Stato privo di forze armate, unico nell'Organizzazione in questo.[82]
- Consiglio Nordico
- Organizzazione per la sicurezza e la cooperazione in Europa
- Consiglio d'Europa
- Organizzazione per la cooperazione e lo sviluppo economico
- Organizzazione mondiale del commercio
- Organizzazione delle Nazioni Unite
- Banca europea per la ricostruzione e lo sviluppo,[72]
- Associazione europea di libero scambio (EFTA)
- Spazio economico europeo
- Spazio Schengen (dal 25 marzo 2001[83]).[84]

Il 23 luglio 2009 ha presentato domanda ufficiale d'adesione all'Unione europea. Tuttavia nel febbraio 2015 la domanda è stata ritirata dal governo euro-scettico il quale, forte dell'ampio consenso popolare, non sembra intenzionato a ripresentarla in futuro.
L'Islanda fu il primo Stato a riconoscere internazionalmente l'indipendenza delle repubbliche baltiche. Nel 2011 l'Islanda fu altresì tra i primi Stati europei a riconoscere ufficialmente lo Stato di Palestina.

### Libertà di stampa
Il parlamento, il 16 luglio 2010, ha approvato una legge che garantisce a pieno la libertà di espressione. In particolar modo, viene garantita l'impunità a chiunque pubblichi su internet informazioni riservate militari, giudiziarie o societarie. La medesima norma tutela anche chi viola un segreto di Stato. L'Islanda, pertanto, non potrà dare esecuzione ad alcuna rogatoria estera volta a oscurare un sito internet islandese contenente tali informazioni.

## Economia

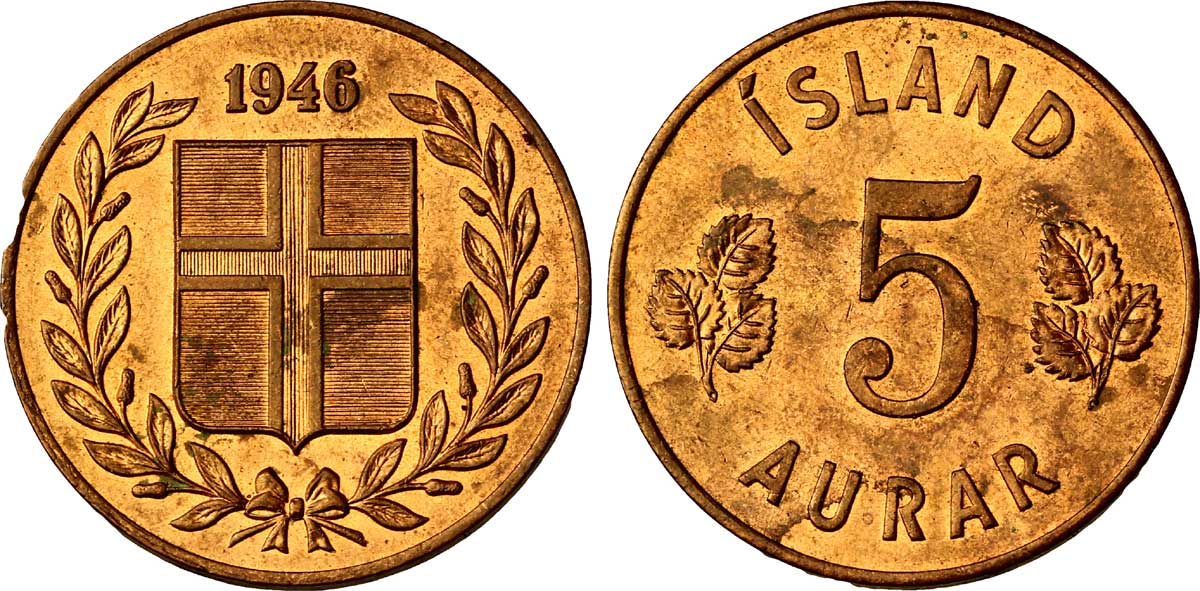
Moneta Islandese del 1946

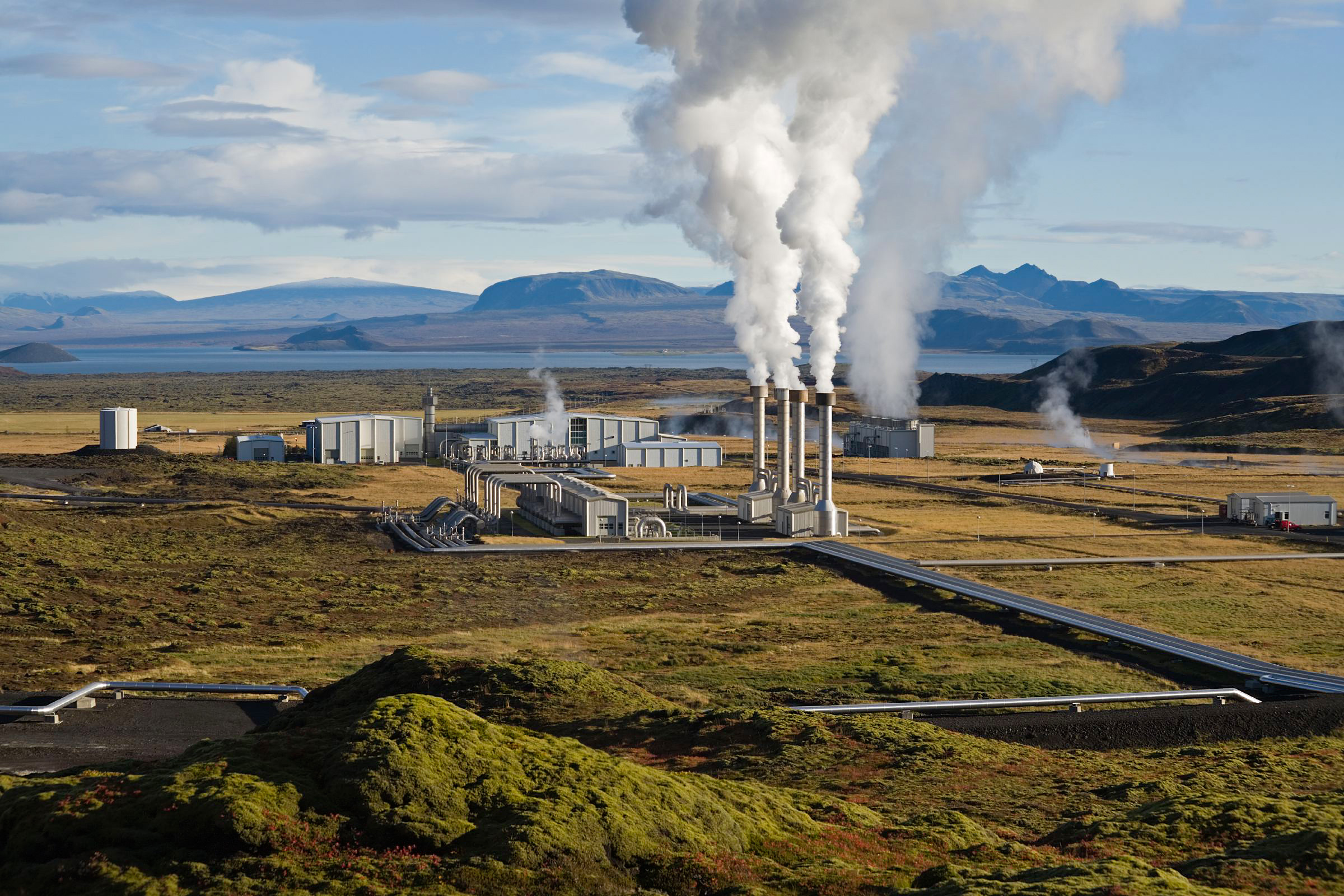
L'impianto geotermico di Nesjavellir (120 MW installati), della compagnia Reykjavík Energy

### Crisi economica
La forte crisi economica globale del 2008 ha portato l'Islanda al crack finanziario: prima di questi eventi l'economia islandese era piccola ma ben sviluppata, con un PIL stimato sui 10 miliardi di dollari nel 2005 (e un reddito procapite di 52 764 $, uno tra i più alti del pianeta). A crollare nel 2008 è l'istituto di credito islandese Landsbanki. Il governo islandese si fa carico dei debiti dei propri correntisti ma non di quelli dei residenti olandesi e britannici facendone nascere una querelle con i relativi Stati che volevano un risarcimento anche per loro.
Sono presenti nel Paese alcune realtà produttive di eccellenza in settori ad alta tecnologia: ad esempio le famose protesi in fibra di carbonio del corridore Oscar Pistorius sono prodotte da un'azienda islandese, la Össur.
In seguito alla crisi finanziaria ed economica la disoccupazione è passata dal minimo storico dell'1% nel 2008 all'8,2% del febbraio 2009 . A luglio 2015 la disoccupazione registrata è stata del 4,3%, il debito pubblico è salito al 400% del PIL.
Nel 2011, l'82,7% delle esportazioni dall'Islanda erano dirette nel SEE.
Inoltre, tra il 2017 e il 2018, l'Islanda, primo Paese al mondo, ha reso obbligatoria, per legge, la parità di stipendio tra uomo e donna.

### Settore primario
Il settore primario contribuisce al 6,2% del PIL islandese e il 5,8% della manodopera è occupato in questo settore.
L'industria agricola islandese è ostacolata dal clima; principalmente consiste nella coltivazione di patate (nel 2009, 9 500 tonnellate) e, in serre, di piante da frutta e ortaggi. Animali da pelliccia e ovini (469 400 capi nel 2009) costituiscono la gran parte del bestiame allevato, così come aringhe e merluzzi sono i protagonisti nel settore della pesca. Nei pressi del Mývatn, lago sito a nord-est del Paese, vengono sfruttati i giacimenti di diatomite.
I prodotti della pesca contribuiscono al 70% circa delle esportazioni. Gli interessi delle aziende legate alla pesca hanno portato alla ripresa della caccia alle balene. Nel 2012, sono state infatti esportate 748 619 tonnellate di prodotti marini.

#### Energia
La compagnia elettrica nazionale dell'Islanda si chiama Landsvirkjun e possiede 18 centrali elettriche.
A fine 2011 la capacità elettrica installata era di 2 669,4 MW e la produzione annuale di elettricità ammontava a 17 210,4 GWh.
Il 72,7% dell'energia prodotta proviene da centrali idroelettriche, mentre la restante parte da centrali geotermiche.
Tra gli impianti geotermici va citato lo stabilimento di Krafla (60 MW installati), mentre tra quelli idroelettrici occorre segnalare gli impianti di Fljótsdalur (690 MW) e di Búrfell (270 MW).

### Settore secondario
Il settore secondario contribuisce al 26,6% del PIL islandese e il 18,6% della manodopera è impiegato in questo settore.
L'industria è attiva principalmente nei settori collaterali alla pesca, nonostante siano rilevanti il settore della lavorazione dell'alluminio, dell'abbigliamento e della produzione del cemento (nel 2009, 138 000 tonnellate).
Industrie dedite all'ottenimento di prodotti derivati dal pesce sono presenti nelle zone settentrionali dell'isola.

### Settore terziario
Il settore terziario contribuisce al 67,2% del PIL islandese e il 75,6% della manodopera è impiegato in questo settore.
Grandi capitali vengono investiti nel welfare e in particolare nel settore della sanità. Infatti, nel 2011, il 9% del PIL era investito in questo settore.
Settore terziario avanzato: uso di nuove tecnologie limitato per la recente crisi finanziaria internazionale, ma comunque in crescita e sviluppo

#### Trasporti e telecomunicazioni

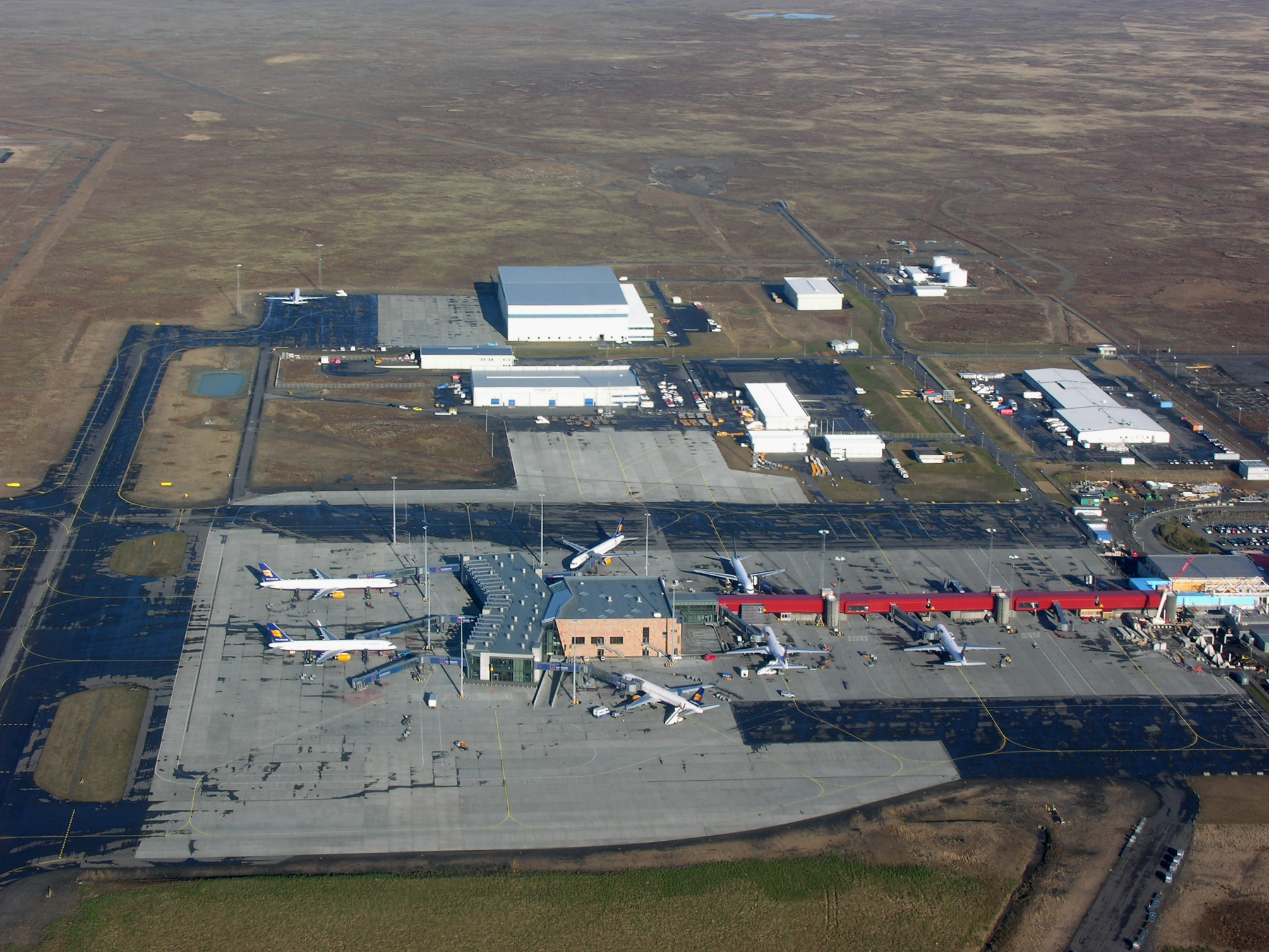
Il principale aeroporto del Paese, quello di Keflavík

In Islanda la rete ferroviaria è assente, mentre, anche considerando le difficili condizioni ambientali, quella stradale risulta più che discreta (12 888 km di cui 4 566 asfaltati nel 2010). Il sistema stradale islandese comprende la Hringvegur, la strada principale lunga 1 340 chilometri con la caratteristica forma ad anello, strade secondarie e le strade di montagna dette F-Road. La Hringevegur è accessibile a tutti i tipi di veicoli ed è quasi del tutto asfaltata, eccetto un breve tratto sterrato. Anche le strade secondarie, perlopiù sterrate, sono transitabili con qualsiasi tipo di veicolo. Infine le strade di montagna sono accessibili solo ad autoveicoli con le 4 ruote motrici e sono aperte solo durante il periodo estivo. Il trasporto internazionale è affidato all'aeroporto di Keflavík e il sistema aeroportuale riveste un ruolo di primaria importanza nelle comunicazioni interne. Al trasporto via mare vengono invece affidati la maggior parte dei commerci (più di 250 le navi occupate nello spostamento delle merci).
Più di 6 islandesi su 10 hanno accesso al telefono fisso, e i telefoni cellulari sono diffusi in un numero superiore a 10 ogni 10 abitanti (dati del 2010). Il 93% delle famiglie, nel 2006, possedeva un televisore ed erano presenti 526,7 computer ogni 1 000 abitanti. Inoltre, sono attivi 79 uffici postali.

#### Turismo
Nel 2009 si sono registrati 1 235 000 ingressi, che hanno fruttato 555 milioni di dollari statunitensi.
Le bellezze naturali d'Islanda, tra cui il Vatnajökull e le sue enormi distese glaciali e la sua attività vulcanica, unitamente a un vasto patrimonio culturale, tra cui occorre citare i molti musei di storia locale e naturale, fanno dell'Islanda una meta turistica rilevante nello scenario mondiale. Voli su piccoli aerei, in partenza Akureyri, permettono di raggiungere l'isolotto di Grimsey, tagliato nella sua parte settentrionale dal Circolo polare.

### Moneta
La valuta corrente è la corona islandese (codice ISO 4217: ISK; in islandese króna, plurale: krónur), emessa dalla Banca Centrale d'Islanda (Seðlabanki Íslands). La corona islandese ha subito parecchio gli effetti della crisi economica del 2008 e dell'inflazione e si è progressivamente svalutata contro l'euro, dimezzando il suo valore nel biennio 2007 - 2008 scivolando da un massimo di 82,13 corone fino a un minimo di 195,00 corone contro 1 euro.
Dal 2003, le seguenti banconote e monete (emesse dal 1980) hanno corso legale:
- Banconote: 500, 1 000, 2 000, 5 000, 10 000 krónur.
- Monete: 1, 5, 10, 50, 100 krónur.

1 króna si divide in 100 aurar, ma questi ultimi non sono più in uso.

## Ambiente

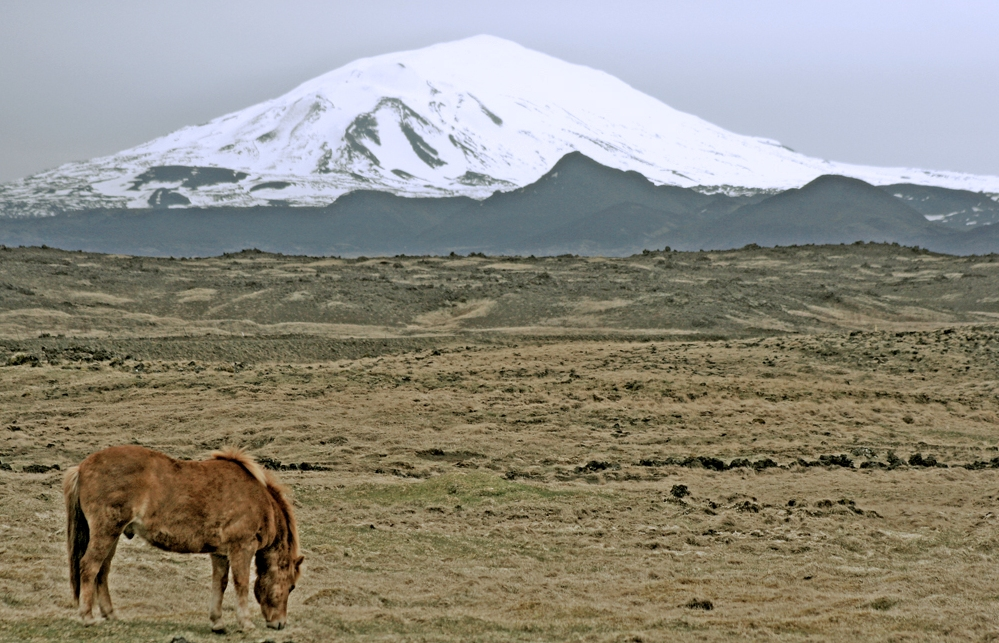
Tipico paesaggio dell'interno dell'isola: un cavallo islandese allo stato brado, sullo sfondo il vulcano Hekla coperto di neve e ghiaccio

In Islanda sono presenti tre parchi nazionali:
- Parco nazionale Þingvellir,[111] Islanda centro-meridionale;
- Parco nazionale del Vatnajökull,[112] Islanda sud-orientale;
- Parco nazionale del Snæfellsjökull,[113] Islanda occidentale.

Esistono poi ulteriori aree protette: i Parchi Rurali, i Monumenti Nazionali, le Riserve Naturali e altre. Il Paese detiene il miglior indice di performance ambientale del 2010: tale indice prende in considerazione diversi parametri come la qualità dell'aria, l'utilizzo delle risorse idriche, forestali, lo sfruttamento della pesca, la biodiversità e l'agricoltura.

### Fauna

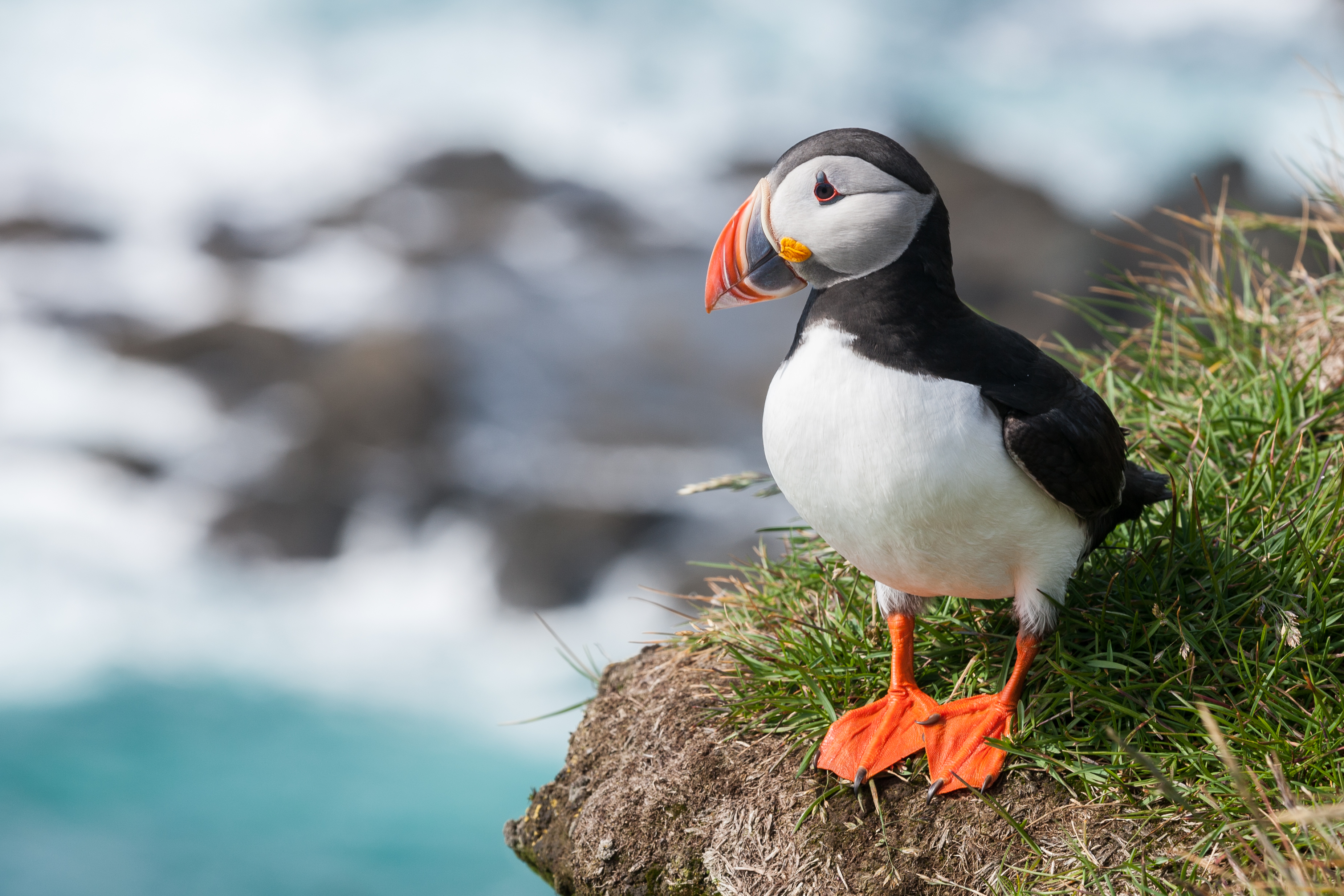
Pulcinella di mare su una scogliera a picco sull'oceano

Nel Nord-ovest si trova uno degli ultimi territori selvaggi d'Europa, con molti uccelli e renne (importate dalla Norvegia, ma allo stato brado).
Sull'isola si trova anche la volpe polare. Il visone americano (un predatore) è fuggito da allevamenti per pellicce e non ha nemici naturali.
Il cavallo islandese, piccolo come un pony, introdotto sull'isola dai Vichinghi, è una razza particolare con un trotto (tölt) veloce, sicuro e comodo per la cavalcata. È vietata l'importazione di cavalli in quanto si teme l'introduzione di malattie equine e la minaccia alla purezza della razza del cavallo islandese.
L'Islanda è stata da sempre un'isola di pastorizia. Gli ovini (prevalentemente della razza Round-Up56 Rattir) godono come pure i cavalli di molta libertà e possono approfittare di ampi pascoli, dai quali vengono richiamati solo in autunno.
La caccia alle balene è stata sospesa nel 1986, ma nel 2006 il governo ha annunciato di riprendere l'attività. Nel 2010, alla vigilia dei negoziati per l'adesione dell'Islanda all'Unione europea, la questione è stata riaperta in quanto l'Islanda, cacciando i cetacei, non rispetterebbe gli orientamenti comunitari e la moratoria internazionale.
Tra gli uccelli, la pulcinella di mare (Fratercula arctica) è considerato una sorta di animale simbolo dell'isola. Posti importanti per l'avifauna sono la penisola Látrabjarg, il lago Mývatn, le isole Vestmannaeyjar.

### Flora

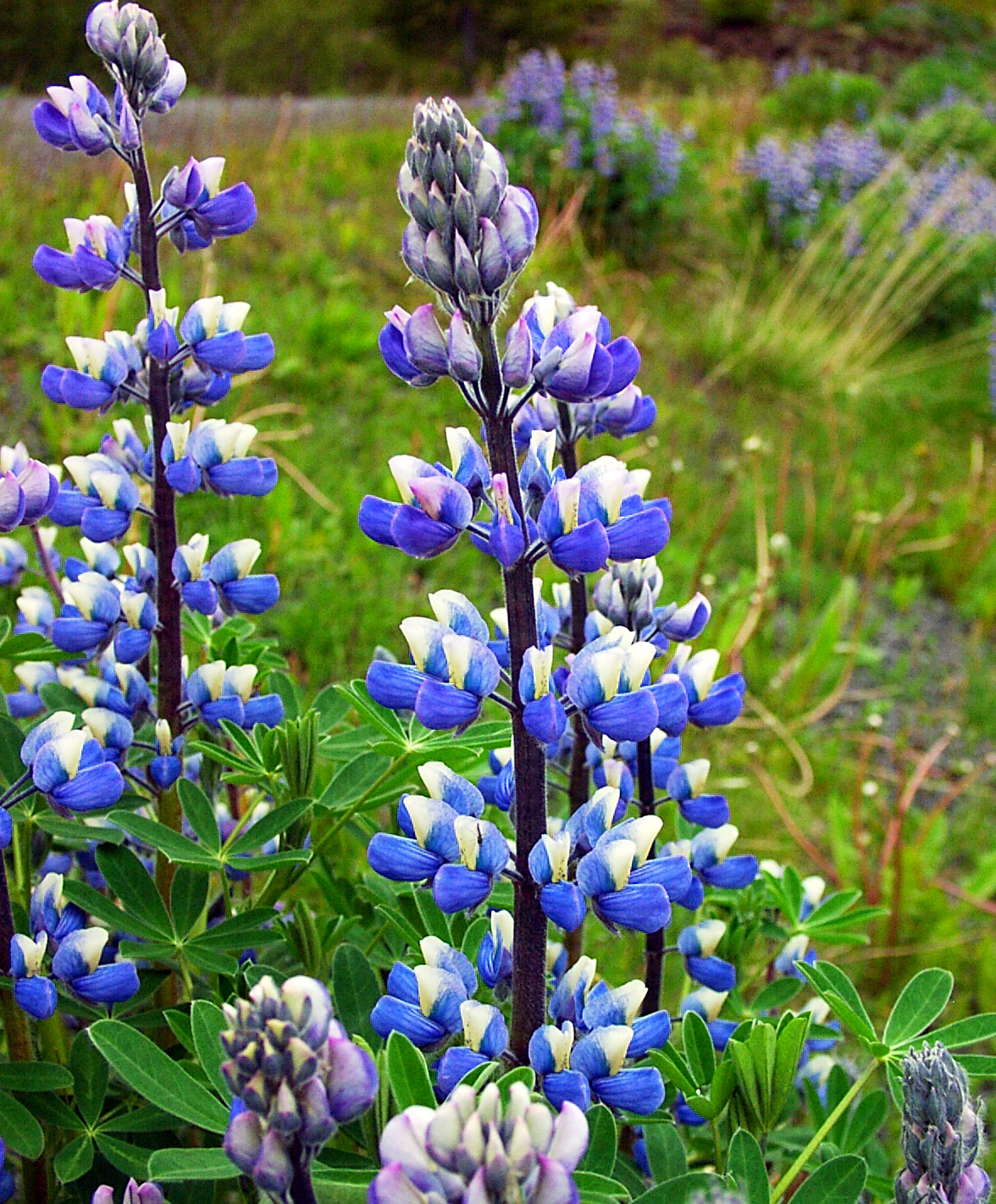
Lupini nelle vicinanze di Akureyri

La flora islandese ha alcune specie endemiche. I lupini, con una caratteristica fioritura violetta in giugno, vennero introdotti dopo la seconda guerra mondiale. L'Islanda è uno dei Paesi sui quali la deforestazione di massa ha ottenuto gli effetti più devastanti. La mancanza di foreste di grande estensione e, in alcune aree, la loro completa assenza ne fa il Paese europeo (esclusi i microstati) con meno superficie occupata da foreste: solo circa 1% del territorio totale. Ciò che i primi esploratori invece trovarono al loro arrivo era una situazione assai differente: un'isola coperta per il 25-40% principalmente da boschi di betulle la cui altezza raggiungeva i 15 m e che occupavano soprattutto i fondovalle riparati dal vento.
A questi si aggregavano macchie di salici diffuse nelle aree costiere e umide. Trattandosi di un'isola particolarmente distanziata dal continente europeo, i primi abitanti dell'Islanda si dedicarono a un'economia di sussistenza, tagliando gli alberi per costruire imbarcazioni, edifici, produrre calore e pascoli per il foraggio da destinare al bestiame, costituito principalmente da pecore, introdotte per ottenere lana e fonte di sostentamento. Spesso vengono addotte come cause della distruzione di circa il 95% del patrimonio forestale islandese la Piccola era glaciale, che provocò un brusco abbassamento delle temperature, e le eruzioni vulcaniche.
Le foreste erano altresì importanti per la necessità di carbone nella lavorazione del ferro e la produzione di utensili. Questa necessità si ridusse solamente intorno alla metà del XIX secolo, quando si sviluppò il commercio e molti dei macchinari agricoli vennero importati. La deforestazione però continuo fino circa agli anni quaranta del XX secolo, il legname infatti era l'unica fonte di riscaldamento per le fredde case in cemento o quelle coperte dai caratteristici tetti a zolle di erba. Così intorno alla metà del secolo scorso il rivestimento forestale toccava i suoi minimi forse dalle ultime ere glaciali: si ipotizza infatti che anche meno dell'1% dell'isola presentasse alberi.

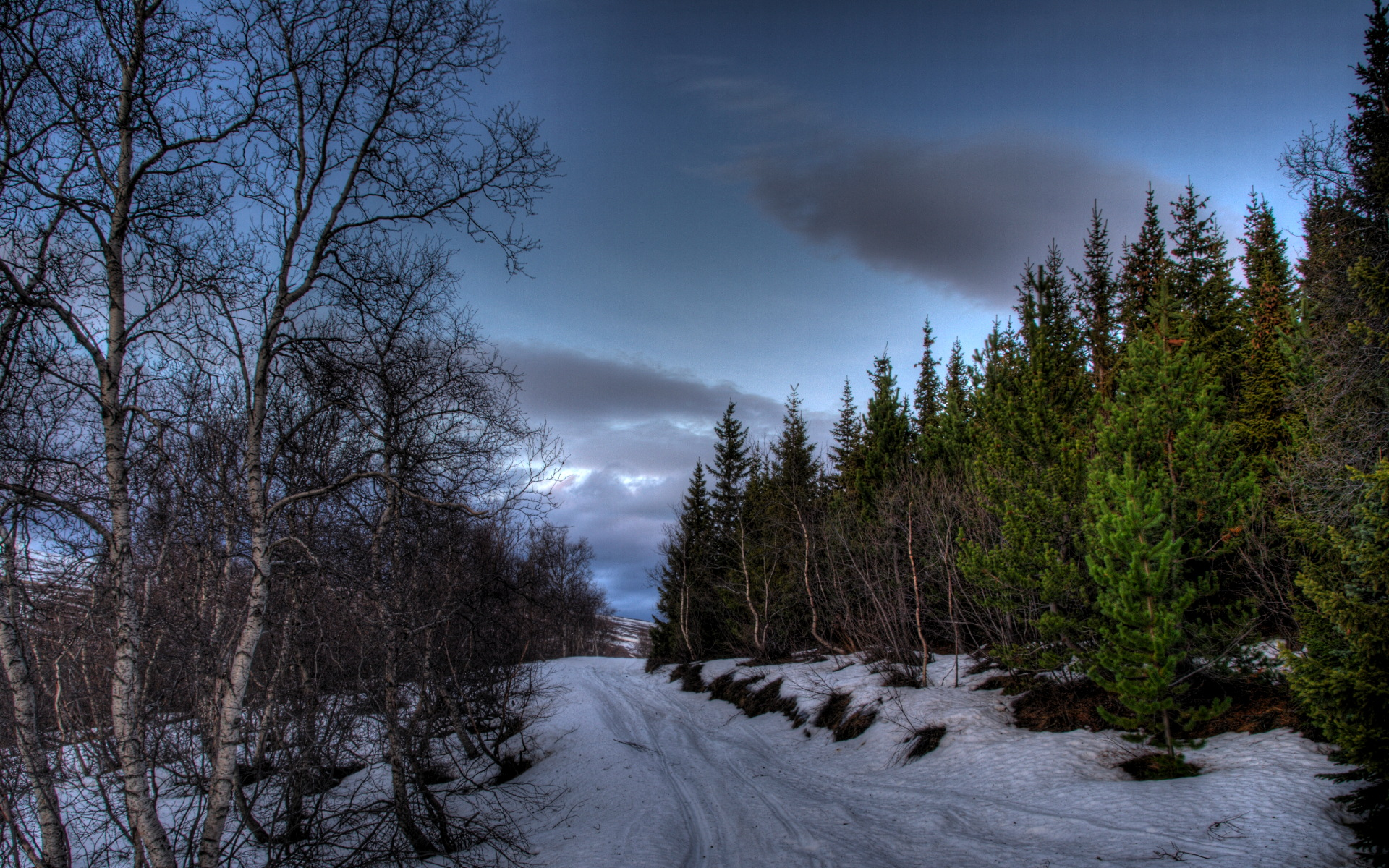
Betulle, abeti e pini nei dintorni di Reykjavík

Benché vengano ancora prodotti circa 100 tonnellate di ciocchi di legno per riscaldare alcune abitazioni, soprattutto quelle più isolate che non possono contare sull'energia geotermica, è in atto un grande sforzo di riforestazione in alcune aree dell'isola. Di queste un dato numero hanno anche una valenza sociale: assolvono al compito di aree ricreative nelle quali si può osservare il fragile ecosistema di una foresta. Col beneplacito degli Stati Uniti e il contributo dell'ambasciatore Sig Rogich, nel 1992, al Summit della Terra di Rio de Janeiro, il programma aveva raggiunto la quota di 4 milioni di alberi impiantati ogni anno, pari a una media di 16 unità per abitante.
Nonostante nei secoli addietro vi fossero islandesi che nella loro vita non avevano neppure visto una foresta di grandi dimensioni, la presenza di vocaboli quali skógar o anche mörk per indicare il concetto di "bosco" potrebbe confermare che il paesaggio islandese sia cambiato da come si presentava più di mille anni fa. A sostegno di questa tesi è possibile citare il Landnámabók, autorevole manoscritto anonimo che racconta la colonizzazione dell'isola:
(Landnámabók, fine del capitolo I)
Tra i proverbi islandesi più famosi e interessanti figura questo, dal carattere apertamente burlesco:
(Proverbio islandese)

## Cultura

### Musica

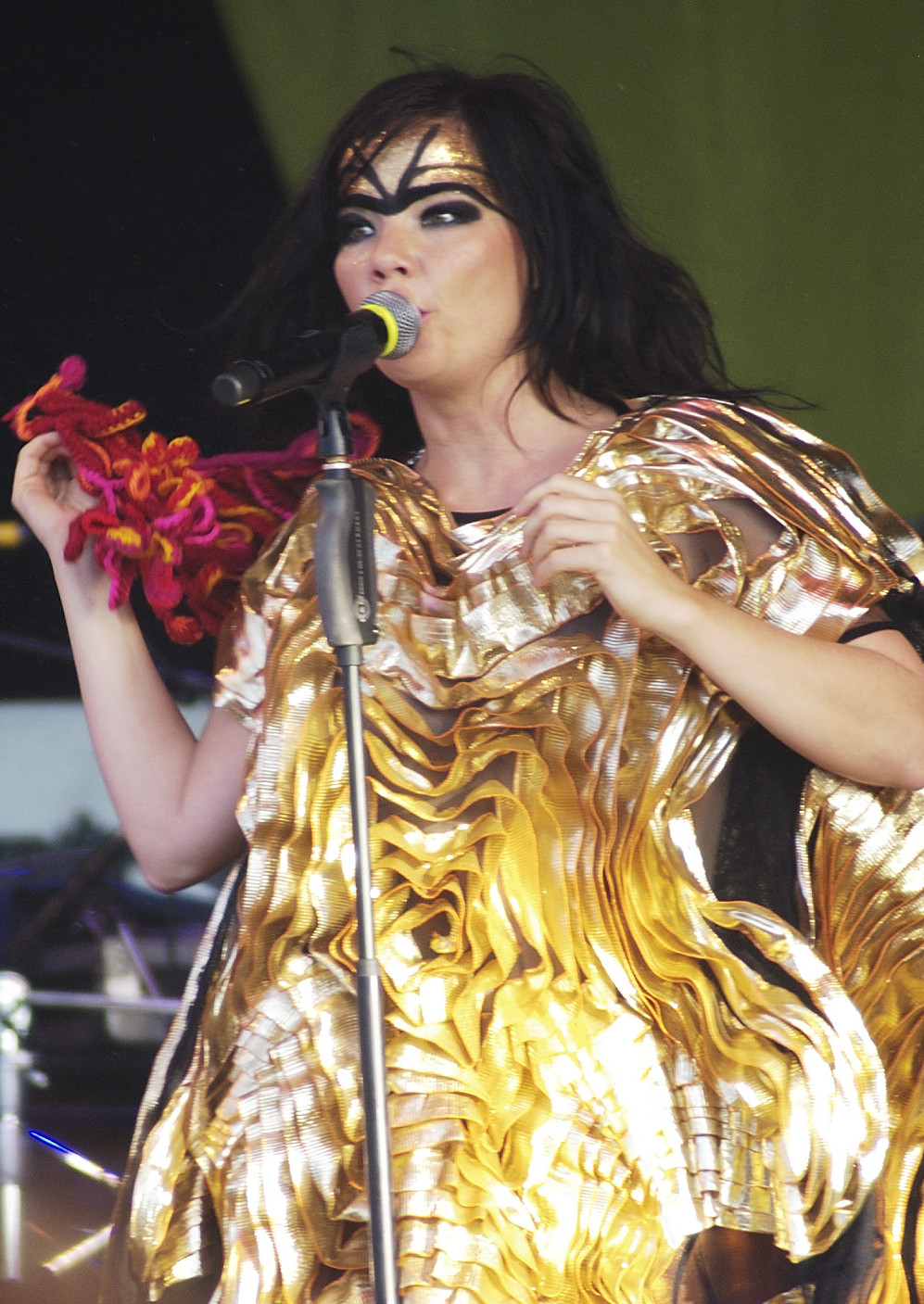
Björk al Big Day Out in Victoria

Per quanto riguarda l'ambito musicale, la musicista islandese più famosa al mondo è sicuramente Björk, il cui stile istrionico abbraccia molti diversi generi (alternative rock, trip hop, elettronica, jazz, ecc.). Noti sono anche i Sigur Rós e i Múm, band esponenti del dream pop e del post-rock; gli Of Monsters and Men, giovane gruppo pop con influenze folk; i Kaleo, gruppo alternative rock; i GusGus, formazione dedita alla musica elettronica; così come la cantautrice Emilíana Torrini (di madre islandese e padre italiano) che, oltre che per sé stessa, ha scritto brani anche per Madonna e Kylie Minogue. Ha ottenuto grande successo, davanti a un pubblico di circa 150 milioni di telespettatori, la giovane Yohanna all'Eurovision Song Contest 2009 con il brano Is it true. Allo Stesso Eurovision Song Contest edizione 2019 ha partecipato il gruppo techno Hatari, gruppo che ha avuto successo in tutta Europa dopo l'uscita del primo album.
Daði Freyr avrebbe dovuto rappresentare l'Islanda all'Eurovision Song Contest 2020 con il brano Think About Things,  ma in seguito all'annullamento dell'evento a causa della pandemia di COVID-19 è stato riconfermato come rappresentante nazionale all'edizione del 2021, dove ha cantato 10 Years con il quale si è piazzato al 4º posto su 26 partecipanti con 378 punti totalizzati, regalando all'Islanda il suo miglior piazzamento dall'edizione del 2009.
Altri gruppi meno conosciuti sono i Trúbrot, gli Icecross e i Náttúra, attivi nei primi anni settanta.
Per il genere pop rock e folk spicca inoltre Hera. In merito alla musica classica possiamo ricordare i compositori Sveinbjörn Sveinbjörnson, vissuto tra il XIX e Il XX secolo, e nel XX secolo spicca la figura di Jón Leifs.

### Cinema
Nell'ambito cinematografico la figura più importante è quella di Friðrik Þór Friðriksson, regista, sceneggiatore e produttore: nel 1987 ha fondato la Icelandic Film Corporation, la principale società di produzione islandese e nel 1991 il film da lui diretto, Figli della natura, è stato il primo film islandese candidato per l'Oscar come miglior pellicola straniera. Nel 2002 ha riscosso un buon successo internazionale il film Nói albinói, scritto e diretto dal regista e sceneggiatore Dagur Kári. Inoltre il film Storie di cavalli e di uomini (2013) diretto da Benedikt Erlingsson ha vinto vari premi internazionali.
Dal 2004, ogni anno alla fine di settembre ha luogo il Reykjavík International Film Festival, festival internazionale del cinema.

### Letteratura

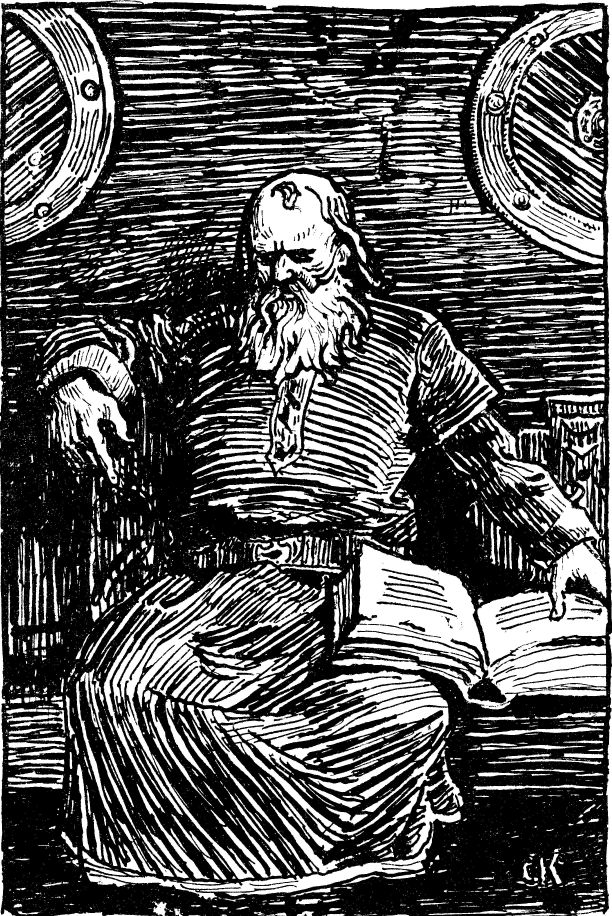
Snorri Sturluson, illustrazione di Christian Krohg

Durante il Medioevo spicca la figura di Snorri Sturluson, autore, in particolare, dell'Edda in prosa (c. 1220). Tra gli scrittori islandesi ricordiamo Pétur Gunnarsson, poeta, nonché autore di canzoni, molto famoso in patria. Ma lo scrittore islandese più noto in assoluto è comunque il romanziere Halldór Laxness, premio Nobel per la letteratura nel 1955. In campo letterario sono da menzionare anche le figure del poeta romantico Jónas Hallgrímsson, la cui data di nascita è ricordata con il Giorno della Lingua Islandese, e Gunnar Gunnarsson, più volte segnalato per il premio Nobel, è da ricordare per i suoi numerosi importanti romanzi, dapprima scritti in lingua danese e successivamente tradotti in islandese dall'autore stesso. Infine è da citare lo scrittore, in particolare per i bambini, Jón Sveinsson.

### Mitologia
In merito all'aspetto mitologico, i Landvættir, cui varie fonti provengono dall'Islanda, sono creature mitiche che si pensava proteggessero il paese.

### Patrimoni dell'umanità
Nel contesto culturale alcuni siti islandesi sono stati iscritti nella Lista dei patrimoni dell'umanità dell'UNESCO.

### Esplorazione

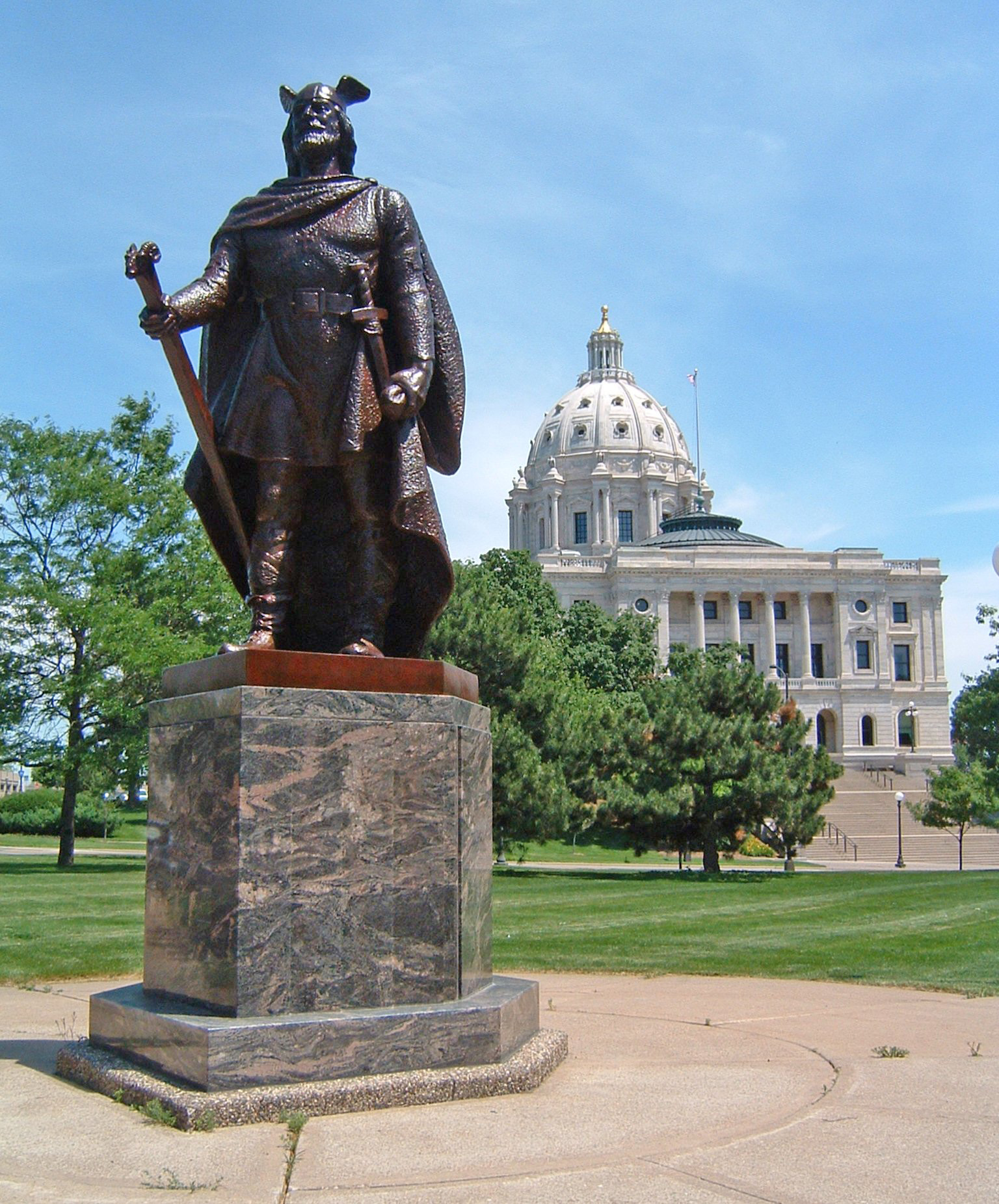
Leif Erikson

Nell'ambito delle esplorazioni ricordiamo la figura di Leif Erikson, considerato spesso il primo europeo a sbarcare in America prima di Cristoforo Colombo. In suo onore, tra l'altro, il 9 ottobre viene celebrato negli Stati Uniti d'America il Leif Erikson Day.

### Altri aspetti culturali
Nordicum-Mediterraneum è un forum internazionale e interdisciplinare per la presentazione, discussione e scambio di idee e risorse legate al mondo mediterraneo e nordico, pubblicato dall'Università di Akureyri. In particolare Nordicum-Mediterraneum studia i legami tra l'Islanda e l'Italia, dal punto di vista storico, culturale, economico, politico, scientifico, religioso e artistico; analizza poi le origini comuni e le tradizioni intrecciate delle comunità del Nord eurasiatico - Nordicum - e del Sud - cioè Mediterraneum.
Iceland Review è la rivista islandese più antica e famosa, scritta in lingua inglese.

## Tradizioni
- L'alfabeto ha 32 lettere (vedasi lingua islandese). Alla A segue la Á e così via fino alla Ö, che contrariamente alla lingua tedesca viene considerata una lettera a parte e non una variante della O (ciò significa che in un elenco ordinato alfabeticamente le due lettere verranno differenziate, stessa cosa vale per le lettere accentate).
- Nell'elenco telefonico gli abbonati sono ordinati in base al loro primo nome, dato che la seconda parte non è un cognome ma un patronimico, formato dal nome del padre con il suffisso -son per i figli oppure -dóttir per le figlie. Veri cognomi sono assai rari e di origine straniera (soprattutto danese).

Questi nomi vengono mantenuti anche in seguito al matrimonio. Spesso i figli vengono chiamati con nomi già presenti in famiglia. Molti islandesi sono in grado di ripercorrere il proprio albero genealogico fino ai tempi della colonizzazione.
- L'Islanda è il Paese che ha ospitato il Roverway 2009, campo scout internazionale per giovani di tutto il mondo.

### Gastronomia
La cucina islandese è caratterizzata principalmente da due pietanze storiche dell'isola: l'agnello e il pesce.

## Festività
Qui di seguito vi è un calendario di tutte le festività in Islanda, le quali non sono legate solo a celebrazioni religiose ma anche e soprattutto ad altri eventi collegati a tradizioni popolari.
| Data                           | Nome italiano                 | Nome islandese                                                        | Note |
| ------------------------------ | ----------------------------- | --------------------------------------------------------------------- | --- |
| 1º gennaio                     | Primo dell'anno               | 1. dagur ársins                                                       | Il primo giorno dell'anno. |
| 6 gennaio                      | Epifania                      | Þrettándinn                                                           | Manifestazione di Gesù Cristo all'umanità. |
| Fine gennaio - inizio febbraio |                               | Þorrablót                                                             | Celebrazioni per l'avvio verso la fine dell'inverno con pranzi in famiglia, nei quali vengono preparati cibi di antiche tradizioni. |
| Venerdì (variabile)            | Venerdì santo                 | Föstudagurinn langi                                                   | Il venerdì precedente la domenica di Pasqua. |
| Sabato (variabile)             | Sabato santo                  | Laugaradag                                                            | Il sabato precedente la domenica di Pasqua. |
| Domenica (variabile)           | Pasqua                        | Páskar                                                                | Il giorno di Pasqua. |
| Lunedì (variabile)             | Lunedì dell'Angelo            | Páskum                                                                | Il giorno dopo Pasqua. |
| Terzo giovedì di aprile        | Primo giorno dell'estate      | Sumardagurinn fyrsti                                                  | La festa dell'estate viene celebrata all'aperto senza riguardo per le condizioni atmosferiche, che possono essere anche severamente avverse. È abitudine anche farsi gli auguri per una buona estate o scambiarsi regali. Questa festività risale al calendario islandese delle origini, nel quale vi erano solo l'inverno e l'estate. |
| 1º maggio                      | Primo Maggio                  | Fyrsti maí                                                            | Festa del lavoro. |
| Domenica (variabile)           | Pentecoste                    | Hvítasunnudagur                                                       | Cinquanta giorni dopo Pasqua. |
| Prima domenica di giugno       | Giorno della gente di mare    | Sjómannadagur                                                         | In questo giorno, l'Islanda festeggia marinai e pescatori. Tutte le navi del porto sono decorate e alcune sono aperte al pubblico, mentre nei porti si tengono delle manifestazioni e i monumenti per le vittime del mare vengono inghirlandati.                                                                                       |
| 17 giugno                      | Festa nazionale dell'Islanda  | Þjóðhátíðardagur                                                      | Fondazione della Repubblica d'Islanda nel 1944 e l'indipendenza dal Regno di Danimarca. Le celebrazioni ufficiali si svolgono in piazza Austurvöllur a Reykjavík, di fronte al parlamento. |
| 16 novembre                    | Giorno della lingua islandese | Dagur íslenskrar tungu                                                | In onore alla data di nascita del poeta islandese Jónas Hallgrímsson. |
| 24 dicembre                    | Vigilia di Natale             | Aðfangadagur                                                          | Non ufficiale, ma comunque festività a tutti gli effetti. |
| 25 dicembre                    | Natale                        | Jól                                                                   | Nascita di Gesù Cristo. |
| 26 dicembre                    | Santo Stefano                 | Annar í jólum (Giorno dopo Natale) o Stefánsdagur (Giorno di Stefano) | Santo Stefano, primo martire del cristianesimo secondo il Nuovo Testamento. |
| 31 dicembre                    | Nuovo anno                    | Nýár o nýársdagur                                                     | Non ufficiale, ma comunque festività a tutti gli effetti. |
| Tutte le domeniche             |                               |                                                                       | Festività ufficiali - I nomi seguono l'anno liturgico. |

## Sport

### Calcio
La Nazionale di calcio islandese è salita recentemente alla ribalta delle cronache per la storica prima qualificazione e il cammino intrapreso agli europei di calcio di Francia 2016 arrivando sino ai quarti di finale. Una curiosa caratteristica della Nazionale di questo Paese è che tutti e 23 i giocatori che compongono attualmente la rosa militano in squadre non islandesi. Mentre per guidare la Nazionale è stato chiamato lo svedese Lars Lagerbäck, che già aveva fatto bene con la selezione del proprio Paese. Nel 2017 avviene la prima storica qualificazione per la nazionale ai mondiali di calcio di Russia 2018.
Questo nuovo corso dato alla vita calcistica nazionale è dovuto a un progetto a finanziamento statale a lungo termine avviato in Islanda nel 2002 e che ha portato in dieci anni a una crescita esponenziale di tutto il movimento sportivo nazionale. Per permettere di praticare la disciplina anche nel gelo dell'inverno nordico, sono stati costruiti sei campi regolamentari indoor per uomini, donne e bambini, non solo ai professionisti, oltre che campi di minori dimensioni in ogni scuola dell'isola, finanziati dalla Federazione calcistica dell'Islanda (Knattspyrnusamband Islands) e dai municipi. In Islanda c'è un impianto ogni 50 000 abitanti, media più alta d'Europa. Un programma di aggiornamento per allenatori, aperto a tutti e a basso costo, ha decuplicato il numero dei tecnici locali, passati da 70 a 700 in poco tempo. La programmazione si è unita alla cultura sportiva di un popolo così poco numeroso che i ragazzi più dotati si dedicano abitualmente a più di una disciplina.

### Giochi olimpici
La prima medaglia olimpica per l'Islanda fu vinta da Vilhjálmur Einarsson, argento nel salto triplo a Melbourne 1956.

### Altri sport
Da ricordare l'importante affermazione di Jón Páll Sigmarsson, che vinse il titolo di World's Strongest Man (Uomo più forte del mondo) per ben quattro volte.

### Eventi sportivi
L'Islanda partecipa ai Giochi dei piccoli stati d'Europa, totalizzando 479 medaglie d'oro, 367 medaglie d'argento e 358 medaglie di bronzo.